# Nikolaj Aleksandrovič Jarošenko
Nikolaj Aleksandrovič Jarošenko (in russo Николай Александрович Ярошенко?; in ucraino Микола Олександрович Ярошенко?, Mykola Oleksandrovyč Jarošenko; Poltava, 13 dicembre 1846 – Kislovodsk, 7 luglio 1898) è stato un pittore russo. 
Membro tra i più influenti del movimento artistico dei peredvižniki, se Kramskoj ne fu la mente, lui ne «personificò» l'anima. Organizzatore infaticabile, lottò fino all'ultimo per l'indipendenza dell'Associazione dei pittori itineranti dall'Accademia Imperiale delle Arti, e per assicurare la coesione intorno ai principi statutari originari. Nesterov lo definì la «coscienza degli artisti».

## Biografia
(Nikolaj Jarošenko)

### Artista e soldato
Nikolaj nacque il 13 dicembre 1846 a Poltava, da Aleksandr Michajlovič Jarošenko (?-1876), un militare di carriera, e da Ljubov Vasil'evna Miščenko (1822-1890), figlia a sua volta di un tenente in pensione. L'amore per l'arte si manifestò in Nikolaj molto presto: disegnava sempre e dappertutto, dove gli capitava, anche su muri, porte e tavoli. Il padre, tuttavia, non ritenendo la passione del figlio frutto di un talento da coltivare, decise di fargli seguire le tradizioni militari di famiglia e nel 1855 lo iscrisse al Corpo dei cadetti di Poltava.

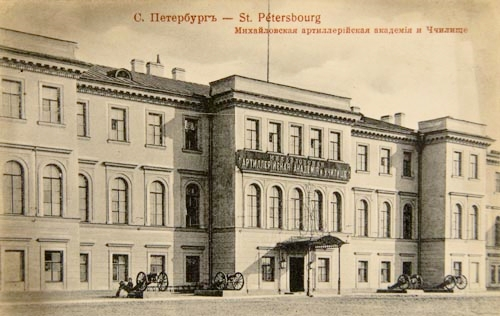
L'Accademia d'artiglieria Michajlovskij a San Pietroburgo

L'insegnante di disegno della scuola era Ivan Kondrat'evič Zajcev (1805-1887), che proveniva dai servi della gleba di Penza, ed era figlio d'arte. Fu sua premura incoraggiare il bambino, che vedeva dotato, a non rinunciare al sogno di essere un artista. Nikolaj fu poi mandato a proseguire gli studi a San Pietroburgo, al Primo corpo dei cadetti, la scuola militare più importante della Russia imperiale. A quel tempo la sua riuscita nel disegno era talmente evidente che il padre gli consentì di prendere lezioni private e a quattordici anni, nei fine settimana e nei giorni festivi, lavorò nella bottega di Adrian Markovic Volkov (1829-1873), un pittore modesto ma che ebbe un ruolo rilevante nella formazione spirituale del giovane Jarošenko. Fu lui, infatti, ad avvicinarlo alle nuove teorie estetiche professate da Černyševskij, riassumibili nel concetto che l'arte deve rappresentare la vita reale e non un modello idealizzato di bellezza. Inoltre Volkov, che curava le vignette per la rivista satirica «Iskra», lo introdusse nel suo circolo, di cui facevano parte, tra gli altri, lo scrittore Uspenskij e il poeta Kuročkin (1831-1875), membro della prima Zemlja i Volja e figura centrale del pensiero democratico-rivoluzionario degli anni sessanta. In questo ambiente, tra i quattordici e i diciotto anni circa, si plasmò la coscienza morale di Jarošenko, che dovette abbandonare il circolo dell'«Iskra» quando restò troppo indietro con gli studi.
Nel 1862 era accaduto un fatto di una certa importanza che poteva significare per Jarošenko la fine della sua carriera militare. Al Primo corpo dei cadetti, la quarta compagnia si era ribellata al suo comandante, esprimendo il proprio malcontento con schiamazzi, fischi e trepestio. Uno dei due istigatori era Jarošenko, colpevole anche, come evidenziato dall'inchiesta svolta dal Comitato disciplinare, di aver suggerito ai commilitoni, di picchiare il comandante se le circostanze lo avessero consentito. Durante l'interrogatorio, i due cadetti si assunsero la responsabilità di tutta la vicenda, sebbene avessero nel frattempo esortato i compagni a ostacolare l'indagine, dichiarando che erano innocenti. Il codice militare penale, voluto da Nicola I e rimasto invariato con Alessandro II, prevedeva punizioni molto severe in questi casi, e perciò la vicenda fu messa a tacere dall'Istituto stesso, per nulla desideroso di attirare su di sé forme di repressione che potevano comprometterne la reputazione. Jarošenko fu degradato da caporale a soldato semplice, la valutazione scolastica subì un ridimensionamento per comportamento inappropriato, e il congedo per le vacanze gli fu revocato. Ma il peggio fu che dovette essere sottoposto a dieci giorni di carcere duro, in isolamento, nel corso dei quali ogni giorno era convocato dal Comitato disciplinare e interrogato. Nei verbali è scritto che compariva sempre «sorridente» e che caparbiamente confermava la sua prima deposizione, non accusando dei disordini nessun altro all'infuori di se stesso. L'anno successivo passò alla scuola di fanteria Pavlovsk e poi alla scuola di artiglieria Mickajlovskij, dove si diplomò nel 1865.

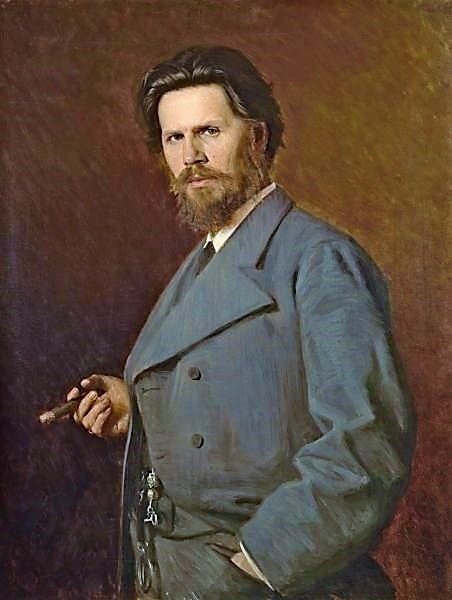
Ivan Kramskoj in un ritratto di Jarošenko del 1876, Museo di Stato russo, San Pietroburgo

Dopo l'importante esperienza con Volkov, Jarošenko seguì i corsi serali di disegno creati dalla Società per la promozione delle arti, dove dal 1862 insegnava Ivan Kramskoj. Nel 1869, dopo essersi laureato all'Accademia MIchajlovskij, con «ottimo profitto nelle scienze», prese servizio alla fabbrica di munizioni da poco aperta, e più o meno in quel periodo cominciò a frequentare l'Accademia delle Arti come studente esterno, allo scopo di migliorare la tecnica. Si recava la sera, a piedi, dall'officina all'isola Vasil'evskij, sede dell'Accademia, e, per pagarsi i costosi materiali di pittura, dava lezioni di matematica e fisica. All'inizio degli anni settanta risalgono i primi ritratti, nei quali è già evidente la sua ricerca del vero attraverso la messa a fuoco dei tratti caratteristici della personalità di un individuo.
Nell'estate del 1874 visse con Kramskoj per circa un mese, nella sua dacia a Siverskij, e probabilmente aveva con sé la moglie, Marija Pavlovna Nevrotina, sposata da poco. Fu quello per lui un mese cruciale, dovendo decidere cosa fare in futuro. Pare che volesse dimettersi e dedicarsi solo all'arte e che Kramskoj lo abbia dissuaso, facendogli comprendere i vantaggi derivanti dall'avere le spalle finanziariamente coperte, e così Jarošenko vivrà, non si sa con quali sentimenti, l'enorme contraddizione di essere, insieme, un soldato dell'Impero e un convinto democratico. Si fecero il ritratto a vicenda e quando Jarošenko partì, Kramskoj scrisse di lui all'amico Savickij che era un «bravo ragazzo» e un «ufficiale».
Intorno a fine luglio Jarošenko era a Poltava, dalla famiglia, cui presentò la sposa. Marija Pavlovna amava l'arte e sognava di dipingere ma rinunciò per amore del marito, riconoscendo il suo talento e volendo operare affinché attorno a lui si creasse l'armonia necessaria a favorirne il processo creativo. Si diceva che fosse stata fidanzata con Nekrasov e che se si doveva parlava di lui, lo faceva con un certo risentimento, sebbene poi, quando il grande poeta morì, volle in casa la sua sedia a dondolo. Partiti da Poltava, raggiunsero il Caucaso settentrionale. A Pjatigorsk, Jarošenko lasciò sola per un mese la moglie e si addentrò nelle montagne della Svanezia, a fare schizzi e dipingere i meravigliosi scorci paesaggistici di un'area che lo avrebbe affascinato per sempre.

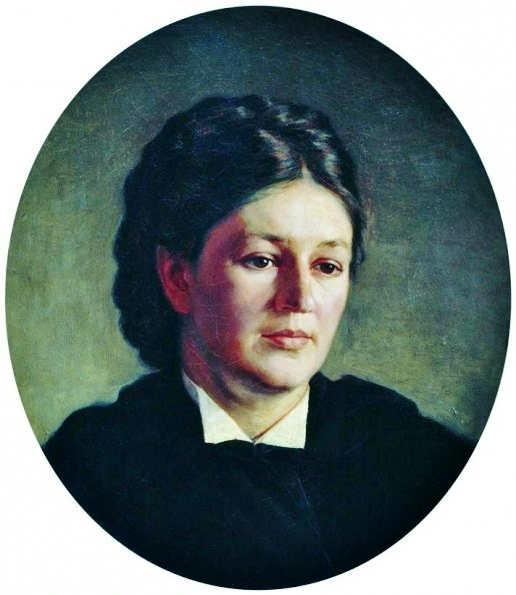
Marija Pavlovna Jarošenko, ritratta dal marito nel 1875, Casa-Museo memoriale N. A. Jarošenko, Kislovodsk

A settembre, con il grado di štabs-kapitan, prese servizio, sempre nella fabbrica di munizioni, come capo ingegnere dell'officina addetta alla punzonatura. Se solo avesse voluto, Jarošenko poteva avere una carriera militare più brillante. Rifiutò per cinque anni la promozione a colonnello, rango che avrebbe comportato una scarsa possibilità di praticare la pittura, e accettò il grado solo nel 1886, quando si rese vacante il posto di «colonnello per gli incarichi speciali», posizione che lo obbligava in ufficio solo tre volte a settimana e gli dava la possibilità di sbrigare il resto del lavoro a casa. Nel complesso si accontentò di un ruolo marginale nell'esercito, che lasciò nel 1893, un anno dopo essere stato promosso maggiore-generale, lo stesso grado raggiunto dal padre a fine carriera.

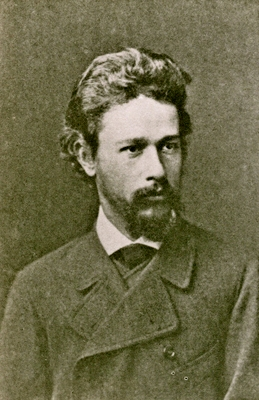
Nikolaj Jarošenko nel 1870

A San Pietroburgo Jarošenko visse in via Bassenaja, nella parte sud-orientale della città, fino al 1879, e poi, si spostò più in centro, in un tipico appartamento borghese al № 63 in via Sergievskaja (ora via Čajkovskij), con la moglie e la suocera, Anna Estifeevna, ma la casa era in realtà sempre piena di ospiti e di allieve di Marija Pavlovna. Lei aveva studiato ai primi corsi Bestužev, si era impegnata attivamente nella raccolta fondi a favore dell'istruzione femminile, e si era data lei stessa all'insegnamento, specie di ragazze sole e senza futuro che accoglieva temporaneamente in casa. Nei mesi invernali comparivano membri della famiglia natia di Jarošenko, ma lui non aveva molto in comune con loro, nemmeno con la madre. Dice la moglie che Nikolaj amava la famiglia come «immagine della famiglia», ma modi di vivere e opinioni erano diversi. Nel suo testamento Jarošenko affiderà tutti i suoi dipinti a Marija Pavlovna, perché avevano per lui un valore più spirituale che materiale, e dovevano essere destinati agli «eredi di spirito» e non «di sangue». Alla moglie che sollecitava una distribuzione più equa tra tutti i parenti del patrimonio artistico, argomentò che quella «non è la loro vita, ma la nostra».
L'appartamento divenne in breve il luogo di ritrovo degli intellettuali progressisti di San Pietroburgo. Nati nel 1874 come serate di disegno, i sabati in via Sergio finirono col raccogliere il fior fiore dell'intelligencija russa: scrittori (Garšin, Uspenskij, Korolenko); pittori dell'Associazione itinerante (Repin, Maksimov (1844-1911), Kuindži, Polenov); scienziati (Mendeleev, Pavlov); l'attrice Pelageja Strepetova, ritratta in un acclamato quanto malinconico dipinto; filosofi e professori. Scrive Nesterov: «A cena dai Jarošenko si mangiava bene, ma si beveva poco. Parlavamo con fervore, era bello. A tavola non si sapeva cosa fossero la noia, il vino, la confusione. Nikolaj Aleksandrovič, tra il serio e il faceto, era l'anima della compagnia. Mi ricordo che c'erano grandi discussioni che si protraevano a volte ben oltre la mezzanotte, ma era una consuetudine separarsi tardi, contenti del tempo trascorso assieme».
Nel 1885, Jarošenko acquistò a Kislovodsk una casa, la famosa «Villa bianca» per trascorrervi i mesi estivi, e anche qui si ricreerà l'identica atmosfera di San Pietroburgo. Per dare un'idea dell'amicizia che legava queste persone le une alle altre, si può dire che, pur di consentire a Mendeleev di proseguire il lavoro scientifico anche in vacanza, fu predisposto, in una casa non grande, un laboratorio tutto per lui. Ma non mancarono nuove e, in prospettiva futura, prestigiose presenze. Poteva accadere di ascoltare, dalla veranda in stile pompeiano della villetta, le note al piano di Arensskij, Taneev, e persino dell'adolescente Rachmaninov, o di fare la conoscenza con il giovane Stanislavskij. Erano inoltre ospitati giovani artisti provenienti da tutto il Caucaso che ricevevano lezioni e lavoravano sul posto.

### Con i peredvižniki
La concezione del mondo di Jarošenko, che s'era formata sotto l'influenza dei grandi scrittori democratici, Černyševskij e Dobroljubov, conosciuti all'epoca del circolo dell'«Iskra», e l'amicizia con il suo maestro Kramskoj, dovevano avvicinarlo ai pittori cosiddetti ambulanti, i peredvižniki, riuniti nella «Società itinerante per l'esposizione di opere d'arte», un'associazione nata nel 1870 dall'unione di un gruppo di artisti della scuola di Mosca con i colleghi di San Pietroburgo, e finalizzata a liberare la creatività dalle rigide forme estetiche imposte dall'Accademia, e a incrementare la conoscenza dell'arte russa nella società e tra il popolo.

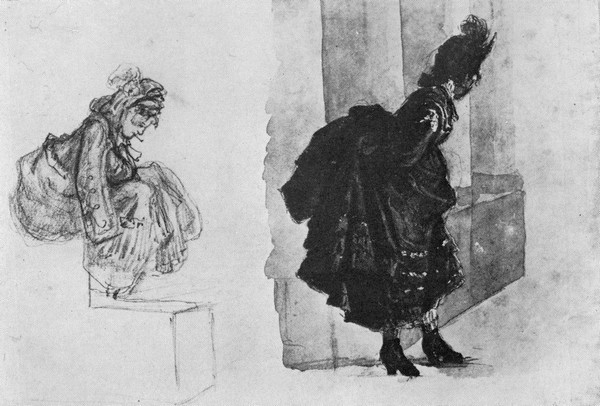
Studio per La Prospettiva Nevskij di notte, 1874, Museo nazionale d'arte russa, Kiev

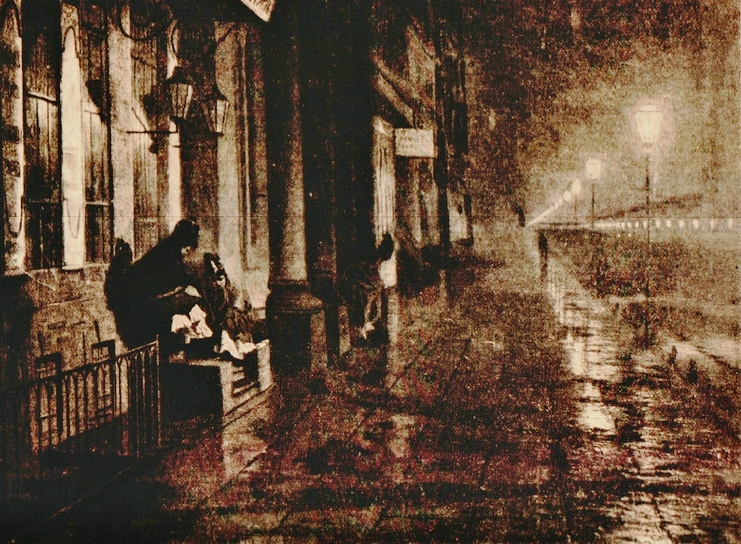
Riproduzione stampa de La Prospettiva Nevskij di notte

Nel 1875, nel corso della quarta mostra itinerante, Jarošenko presentò, come artista-espositore, la tela La Prospettiva Nevskij di notte, andata distrutta durante la seconda guerra mondiale. Secondo Nikolaj Aleksandrovič, il quadro «ha senso soltanto in virtù del colore», ossia della percezione visiva delle condizioni climatiche, così inclementi che neppure un cane sarebbe tenuto in cortile dal suo padrone. Ma, in una prospettiva deserta, sbattuta da una pioggerella sottile, sul far della sera, due povere figure femminili se ne stanno raggomitolate per il freddo sui gradini di un edificio e con le spalle al muro, mentre una terza fa capolino da una colonna nell’atto di sollevare le gonne per non bagnarle. La dolorosa condizione della miseria e dell’abbandono, che ha portato queste donne sulla strada a prostituirsi, appesantita dalla greve, diluita e torbida atmosfera, pare uscire dal quadro e sbattere in faccia allo spettatore, già sensibilizzato sul tema da quasi tre decenni di letteratura progressista. L'opera divise la critica ma non il pubblico, che l'accolse con favore.
Grazie a questo dipinto, l'anno successivo, il 19 marzo del 1876, Jarošenko divenne il ventitreesimo membro — in ordine di ingresso —  della Società itinerante, e poco dopo fu eletto nel Consiglio amministrativo. Per circa dieci anni condivise la leadership con Kramskoj, e alla sua morte, nel 1887, restò al comando da solo. Ciò accadde perché fin da subito si era occupato delle questioni organizzative e nel 1879 era stato lui a delineare, in una lettera a Tret’jakov, le regole guida della collaborazione tra la Galleria e i peredvižniki. Lo scopo dichiarato era portare l'arte russa fuori «dall'isolamento del terem in cui era patrimonio di pochi e renderla patrimonio di tutti». La logica della cooperazione non doveva tanto essere il mutuo vantaggio materiale, quanto questa idea portante, e difatti negli anni Tret'jakov avrebbe accusato Jarošenko di non saper gestire con sufficiente capacità gli affari pratici.
Il giovane pittore Minčenkov (1871-1938), pur riconoscendo in Jarošenko un sincero democratico, parlerà di una direzione dispotica dei peredvižniki, mentre Nesterov dirà che ebbe il merito di dare all'Associazione un indirizzo definito e di averne difeso i principi costitutivi. La linea di condotta seguita fu di rigore e di salvaguardia di quella che era ai suoi occhi la dignità dell'arte. Era, ad esempio, contrario alla distribuzione di biglietti omaggio riservati alle autorità comunali e alla stampa, detestava il sotterfugio di imbandire «banchetti con torte farcite» per allettare i visitatori, come pure l'abitudine di scrivere petizioni alle autorità e ai ministeri perché trovassero la sede più soddisfacente dove allestire la mostra, sostenendo che dovevano occuparsene loro personalmente, anche a costo di rivoltare la città designata ad ospitare l'evento e di spendere perciò più denaro.

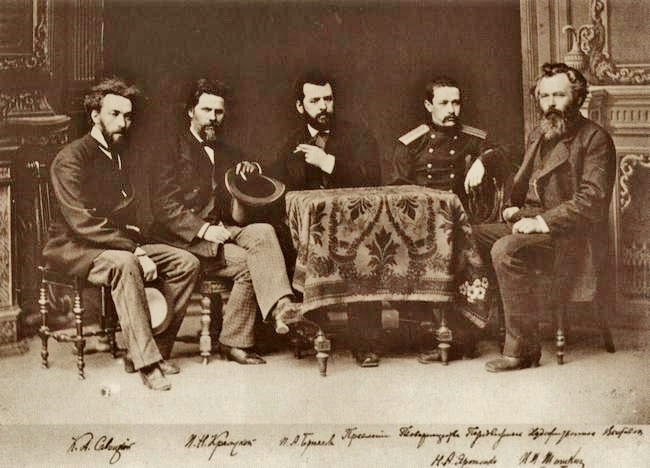
Da sinistra a destra: K. A. Savickij, I. N. Kramskoj, P. A. Brjullov, N. A. Jarošenko, I. I. Šiškin. L'immagine è della seconda metà degli anni settanta

E poi, per risparmiare sulle spese, ma la cifra era irrisoria, gli capitava di riutilizzare per il trasporto dei quadri, quando c'era corrispondenza nelle misure, le casse adoperate negli anni precedenti e messe in soffitta. Poteva mandare a monte la vantaggiosa vendita di un dipinto o rifiutargli una seconda esibizione mobile, e sempre pregava, a nome dell'Associazione, i consigli comunali di concedere alle scuole che da essi dipendevano l'accesso gratuito alle mostre, beneficio che lui stesso accordava ai lavoratori. La Krupskaja, che era un'insegnante delle scuole domenicali per operai, ebbe sempre assicurato per i suoi studenti l'ingresso libero alle esposizioni dei peredvižniki.
Il suo stile organizzativo era di tipo militare. Le lettere che trattano questioni concernenti la messa in moto di un'esposizione sono piene di direttive precise, complete, concepite allo scopo di ovviare a tutti gli imprevisti. Il fatto che agisse come fa un comandante con le sue truppe infastidiva ovviamente qualcuno. Savickij si lamentò che una gran quantità di regole conduceva alla morte, e Jarošenko gli fece osservare che il problema non erano le regole in sé, della cui necessità tutti erano persuasi, ma la scarsa propensione ad affrontare i fastidi insiti nella loro applicazione. Le regole, a certuni, sembravano opportune solo se a farsi carico degli eventuali disagi erano gli altri.
Jarošenko chiedeva ai peredvižniki la massima lealtà all'Associazione. Avrebbe voluto che nessuno esponesse al di fuori delle mostre itineranti, che si «macchiasse» in altre vetrine, come faceva e avrebbe continuato a fare lui, si dannava l'anima perché nessuno cedesse alle lusinghe dell'Accademia, che talora, per riacquistare vitalità, beneficiava qualcuno del titolo onorifico di accademico o di professore, e entrasse al suo servizio, cosa che con il passare degli anni stava avvenendo sempre più spesso. Era del resto impossibile tagliare i ponti con l'Accademia. Se la storica istituzione governativa aveva perso terreno e si trovava nella necessità di corteggiare i migliori talenti che le erano sfuggit (ragion per cui nei primi anni di vita della Società itinerante, fino al 1875, aveva concesso le proprie sale espositive alla concorrenza), i peredvižniki, non potevano esagerare con la contrapposizione e rischiare conseguenze politiche, compreso il divieto di associazione.
Un altro tasto dolente che Jarošenko si trovò a dover affrontare, nei primi anni novanta, fu la ribellione dei giovani pittori ammessi alle mostre itineranti come artisti-espositori. Era propenso, ma non era il solo, a bocciarne la candidatura in sede di Consiglio, giacché il nuovo linguaggio pittorico non rispondeva ai requisiti richiesti per la partecipazione alle mostre. Nel frattempo gli artisti-espositori, cui per statuto non era concesso diritto di voto, stavano maturando un'aperta ribellione al fatto di trovarsi in una condizione di palese inferiorità nei confronti dei membri dell'Associazione, e di non avere, d'altra parte, molte speranze di divenire peredvižniki a pieno titolo.

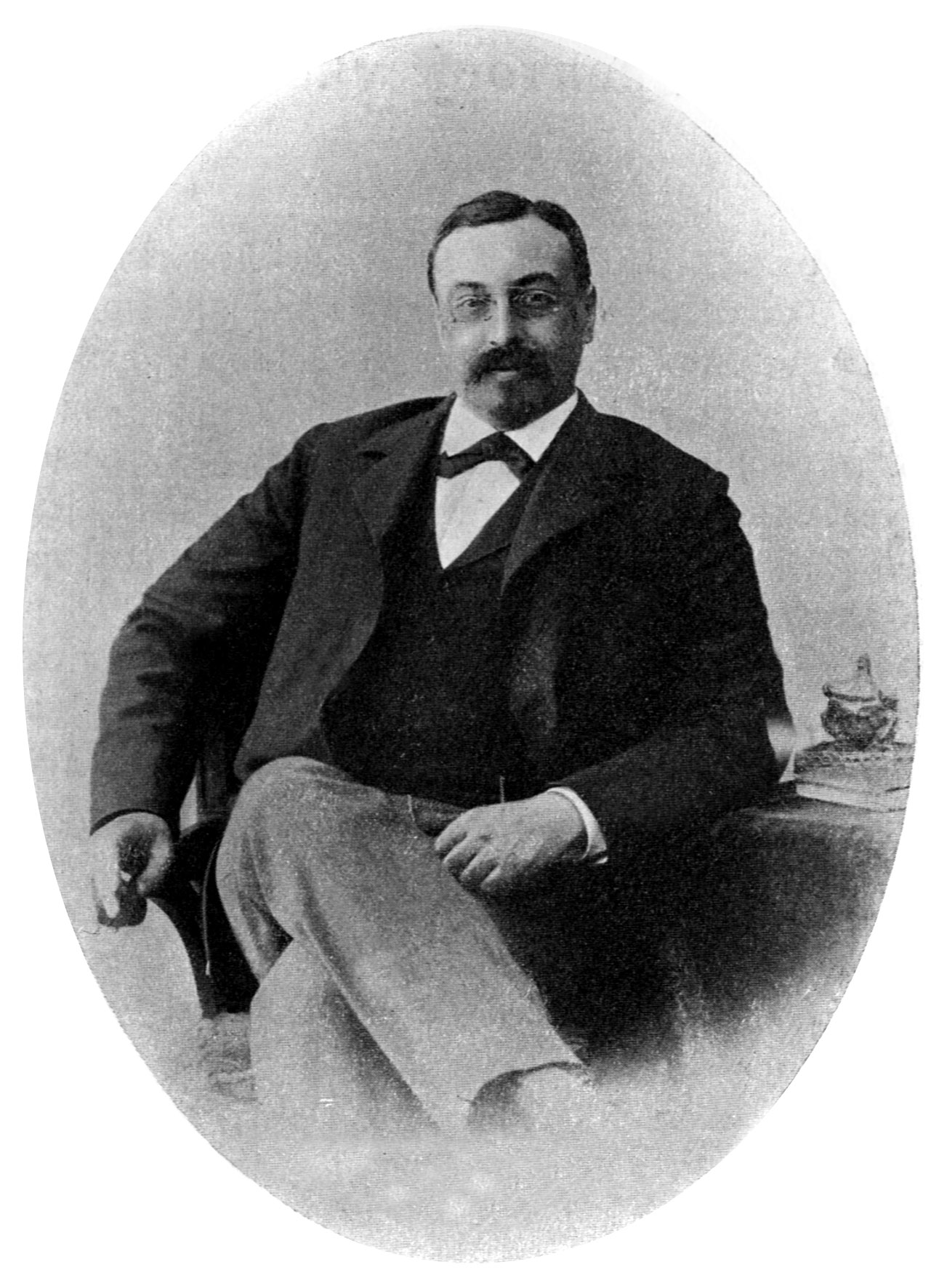
Il conte Ivan Tolstoj

Il confronto tra i vecchi e i giovani esplose nel 1890, su iniziativa di Sergej Ivanov, artista-espositore già nel 1889. Da Mosca, con altri pittori emergenti, aveva preparato una petizione da inviare alla Società itinerante con la richiesta di entrare nell'Associazione. Non si trattava unicamente di soddisfare il loro naturale desiderio di far conoscere e vendere le proprie opere, ma di fare il proprio interesse aprendosi alla modernità e così innalzare l'interesse intorno alle stesse mostre. Jarošenko, che sapeva della lettera, venne a Mosca e credette di aver calmato le acque riferendo che era in programma una riforma dello statuto. Ma la lettera fu inviata lo stesso e la sua reazione, quando fu letta al Consiglio fu quella di restare in silenzio, mentre altri esternarono il proprio malumore con espressioni poco gentili. L'anno successivo, nel 1891, Ivanov presentò al Consiglio dei peredvižniki, per l'esposizione, «La tappa» (Ėtap), opera ora perduta e che rappresentava una calca di prigionieri. Il Consiglio bocciò il dipinto a maggioranza di tredici contro sette, ma Jarošenko si era schierato con la minoranza. Sebbene non apprezzasse lo stile di Ivanov, ne esaltò l'idea ispiratrice. Nel suo discorso in difesa di Ivanov, disse che l'Associazione non poteva assolutamente accettare solo il genere di dipinti senza contenuto, che inducono a chiedere all'autore: «Perché l'hai fatto?». La forza del messaggio racchiuso nell'immagine non doveva avere meno peso, nelle valutazioni del Consiglio, dell'abilità tecnica.
Fu infine redatto il documento che definiva le prerogative necessarie per essere ammessi tra i peredvižniki. Una delle condizioni, che l'opera d'arte dovesse essere un «tentativo di raccontare una storia», fu intesa dalla nuova generazione come una limitazione della libertà d'espressione, ma in generale a non piacere erano le regole in sé, prova del dispotismo dei vecchi incapaci di essere al passo con i tempi. Jarošenko tornò sul concetto e lo ampliò scrivendo che la missione dell'arte era comunicare «una storia, un'idea, un sentimento, uno stato d'animo, un momento di poesia, una parola che evidenzi come il dipinto non sia un semplice esercizio di pittura, ma il lavoro di un artista».
L'associazione era attaccata dai giovani, ma a frantumarla sarebbe stato Alessandro III. L'Accademia d'arte era in fase di stallo, boccheggiava, e lo zar ordinò al segretario dell'Accademia Imperiale delle Arti, Ivan Tolstoj (1858-1916), di convincere i peredvižniki a rientrare nell'Istituzione regia, di porre fine una buona volta alla divisione che s'era generata nell'arte russa.

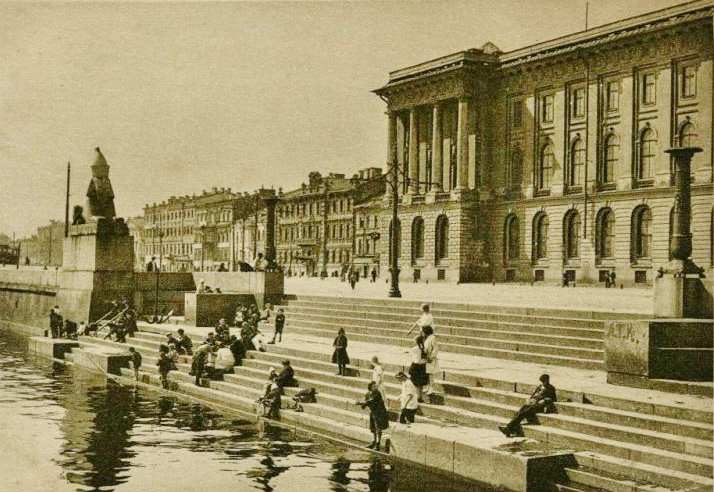
L'Accademia Imperiale delle Arti

Agli inizi dell'autunno del 1890, Jarošenko ricevette una lettera dal granduca Vladimir, il presidente dell'Accademia, nella quale si sollecitava la sua opinione su quali riforme fosse opportuno realizzare per rivitalizzare l'istituzione statale delle arti. Poiché la stessa lettera era stata inviata ad altri membri della Società itinerante, Jarošenko pensò di redigere una risposta unica a riprova della convergenza d'idee dell'Associazione, ma lo si avvertì che un parere collettivo non era desiderabile. Jarošenko spiegò allora che, a suo avviso, non si dovevano né introdurre nuovi programmi né rinnovare il corpo insegnante. Se prima non si modificavano i principi burocratici su cui si reggeva tutta l'organizzazione accademica, sia i programmi che i professori avrebbero finito col rassomigliare a quelli vecchi. Era pure auspicabile che l'Accademia non imponesse una «tendenza specifica» e che nella sua gestione non prevalessero considerazioni di fatto estranee all'arte. A questo punto Jarošenko credeva che, nonostante le divergenze interne, l'Associazione fosse salda e che le autorità non avrebbero potuto minarla con la promessa di riformare l'Accademia, tanto più che un simile risultato era impossibile trattandosi di un ente governativo.
Nel novembre del 1892 iniziarono colloqui segreti tra Ivan Tolstoj, frattanto divenuto vice presidente dell'Accademia, Kuindži e Repin, che si conclusero con esito positivo. Fu subito dopo contattato Šiškin, che dal 1873 aveva ricevuto dall'Accademia il titolo di «professore», il quale accettò di unirsi ai due secessionisti. Tolstoj aveva loro garantito che avrebbero spodestato i vecchi professori. Nella lista dei nuovi membri da presentare al Consiglio dell'Accademia entrarono poi anche Makovskij, Vasnecov e Polenov. Il 7 dicembre, alla presenza del granduca Vladimir, fu avanzata al Consiglio la proposta per la nomina dei sei peredvižniki al rango di professori. Si levarono mormorii e proteste degli accademici anziani, ma tutti firmarono quando Tolstoj precisò che quella era la volontà del presidente.
Quando Jarošenko ne fu informato, non poté trattenere la rabbia per il voltafaccia dei primi tre artisti, i più rappresentativi della Società, ma a deluderlo era stato soprattutto Kuindži. Se riteneva Repin troppo artista e un politico da poco, e Šiškin un uomo dal carattere instabile, non aveva mai avuto dubbi su Kuindži che considerava persona seria, profonda, dotata di grande volontà, e dunque non riusciva a spiegarsi il suo tradimento. Anche Kramskoj lo aveva amato e diceva di lui che era riflessivo come un greco antico, un grande filosofo, un politico eccezionale, una creatura intensa e affascinante. Per Jarošenko era soprattutto un caro amico, il cui nome tornava spesso nelle sue lettere.

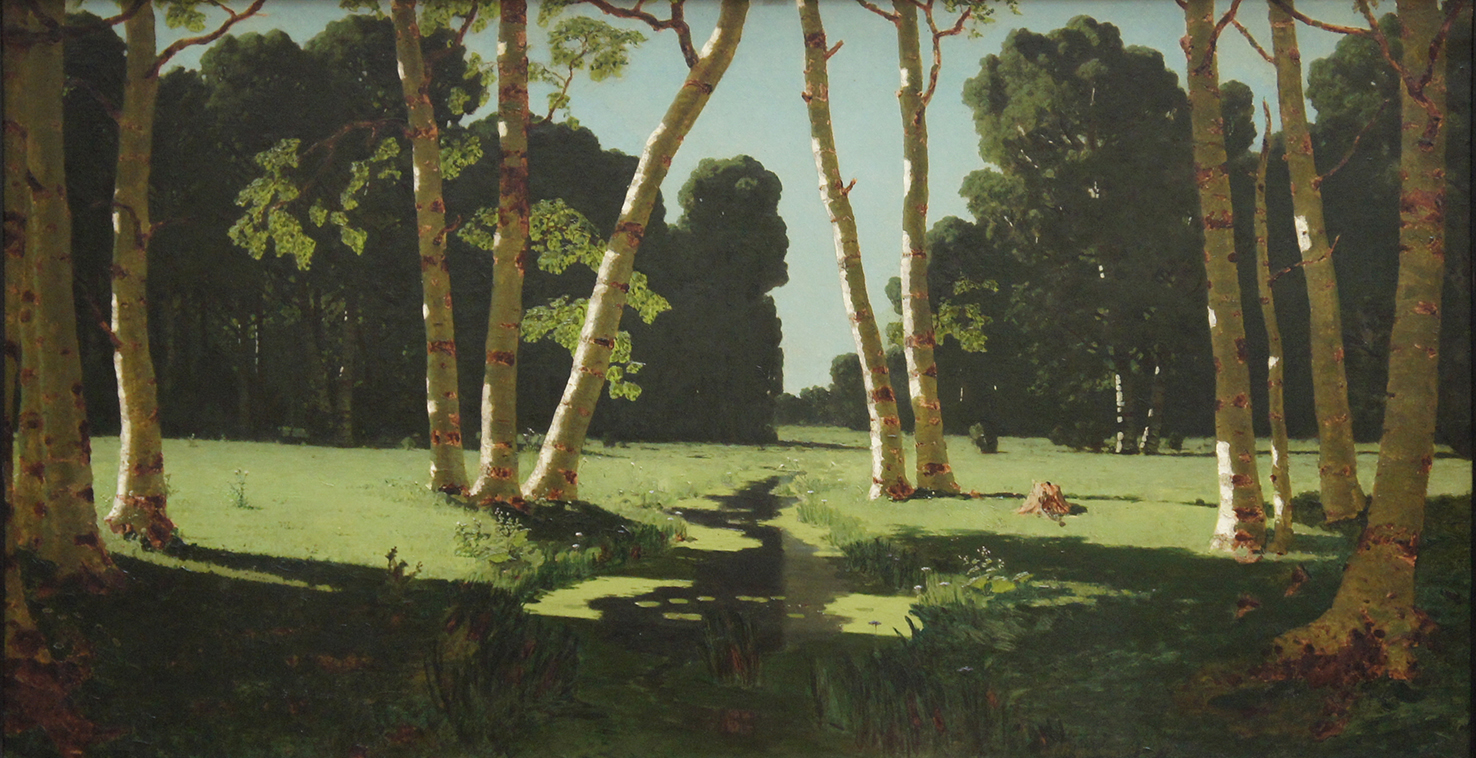
Il boschetto di betulle, di Archip Kuindži

L'amicizia si era saldata nel 1879, allorché lo aveva difeso da un attacco sferrato dal barone Michail Klodt (1832-1902), membro fondatore dei peredvižniki e insegnante di paesaggio all'Accademia, che in un articolo non firmato, pubblicato sul quotidiano «Molva» (Si dice), aveva aspramente criticato lo stile effettistico di Kuindži, vero trionfatore alla settima esposizione con «Berëzovaja pošča» (Boschetto di betulle). Che il pezzo fosse opera di Klodt, fu lui stesso ad ammetterlo quando gli fu chiesto, e a quel punto Kuindži domandò al Congresso che fosse espulso dalla Società itinerante. Il Congresso però non affrontò la questione e preferì rimandare alla sessione successiva la sua decisione. Jarošenko, invece, inviò a Klodt una lettera stizzita, datata 22 dicembre 1879, in cui si palesano alcuni suoi tipici tratti caratteriali. «... Nell'insieme, si ha che a servire da stimolo alla scrittura dell'articolo, non è stato l'amore, l'interesse per l'arte, non è stata la ricerca della verità, ma ragioni meramente personali: il meschino amor proprio, l'invidia e l'ostilità per un artista in possesso di un talento di gran lunga molto più moderno e potente di quello posseduto da voi... Purtroppo, l'Associazione non può esigere dai suoi affiliati di fama un tasso di onorabilità e decenza; il suo obiettivo è il progresso, lo sviluppo e la diffusione dell'arte... Ecco perché, come credo, non si è pronunciata, e non vi ha evidentemente espresso la propria collettiva indignazione per il vostro comportamento. Tutt'altra faccenda sono i singoli membri! A titolo privato, essi hanno su ciò piena facoltà, e ora ne ho per l'appunto approfittato, come pure, in virtù di quanto detto in principio, passo a dichiararvi che il vostro articolo non vi fa onore e mi priva della possibilità di trattarvi con rispetto». Ricevuta la lettera, naturalmente, a Klodt non era restato altro da fare che lasciare l'Associazione.

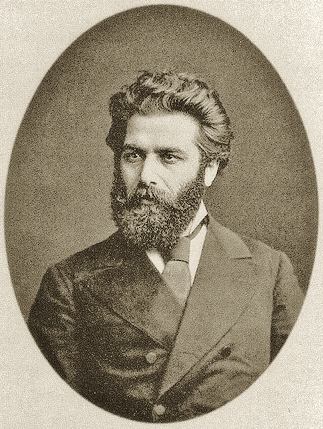
Archip Kuindži

Per un po' Jarošenko non riuscì a ragionare con calma, poi trovò conforto nel pensiero che il rafforzamento dell'Accademia era temporaneo e si diede ad organizzare quella che sarebbe stata l'esposizione del 1894. Il conte Tolstoj riferiva al granduca Vladimir che «l'Associazione è apparentemente in crisi, ma con Jarošenko a guidarla ci sono due aiutanti, Mjasoedov e Lemoch, ed è duro sperare in una soluzione pacifica».
La mossa successiva del granduca fu quindi quella di nominare anche Mjasoedov (1834-1911) e Lemoth (1841-1910) membri del Consiglio accademico. I due accettarono, anche se, a dire il vero, Mjasoedov si diede da fare perché pure Jarošenko, in quanto uno dei migliori ritrattisti russi, avesse la sua candidatura, dicendosi sicuro che avrebbe accettato di buon grado. Mjasoedov aveva sottovalutato la caparbietà di Jarošenko che infatti, ragguagliato sulla novità, rifiutò per lettera come segue: «Per evitare, sebbene sia poco probabile, che l'onore di essere eletto possa cadere su di me, reputo necessario portare a conoscenza del Consiglio dell'Accademia che, in ogni caso, non potrò assumere il titolo di membro dell'Accademia e le responsabilità ad esso connesse, perciò la prego di escludermi dalla lista dei candidati».
«Tutto da solo, incrollabile e fermo è rimasto Jarošenko», ha scritto Stasov che l'amava. «Il primo traditore e rinnegato, il gallo cieco è stato Repin; il secondo, Kuindži. Ambedue, poco alla volta, hanno sedotto i consociati. Orribile, orribile, orribile!». E Nesterov: «L'Associazione è quasi alla deriva, c'è fermento, tutti sono in disaccordo con Jarošenko, solo perché è un vecchio leale e un uomo di buon senso».

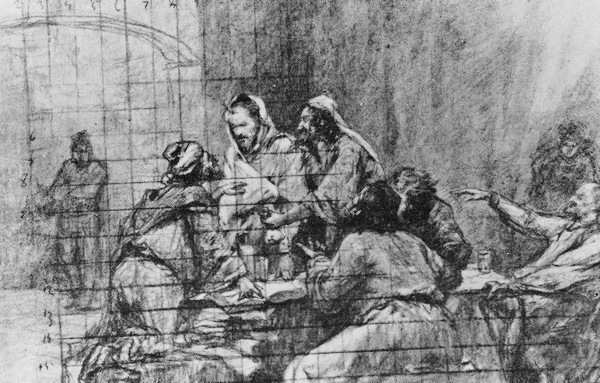
Studio di Jarošenko per La tentazione di Giuda. il cartone è conservato al Museo di Stato russo, di San Pietroburgo

Intorno al 1895 Jarošenko volle cimentarsi per la prima volta con il racconto evangelico e decise di rappresentare i farisei che istigano Giuda al tradimento. A Michajlovskij, che vide lo studio realizzato a carboncino, parve di riconoscere i volti dei tentatori e Jarošenko, confermando la sua impressione, fece i nomi di quei peredvižniki che s'erano ritirati dalle mostre itineranti. Era, disse, uno scherzo, ma, comunque fosse, la trovata testimoniava che per lui la frantumazione della Società fondata da Kramskoj era una ferita sempre aperta. Il quadro fu dipinto, ma il risultato fu deludente. Dice Nestarov che l'insuccesso fu dovuto al fatto che Jarošenko non affrontò il tema «come artista, ma come pubblicista, come fustigatore dei malvagi».
L'ultima mostra organizzata da Jarosenko, quella del 1897, fu la venticinquesima. L'anniversario era speciale e si decise di riunire a pranzo gli artisti più rappresentativi che facevano o avevano fatto parte dell'Associazione. Sorsero vivaci contrasti su cinque nomi: Repin, Makovskij, Vasnecov, Klodt e Kuindži. Si decise alla fine di invitare i primi quattro, ma su Kuindži, Jarošenko fu irremovibile. Lui non era un ex membro della Società come gli altri, era un nemico pericoloso che aveva recato danno a loro tutti per favorire l'Accademia. Kiselëv gli oppose inutilmente il fatto che ormai molti peredvižniki esponevano all'Accademia e continuavano a essere membri o espositori della Società; che gli artisti lasciavano e tornavano; che Kuindži poteva aver agito alle spalle, ma un nemico certo non era. Kiselëv insisté a lungo con Jarošenko: gli inviò tutta una serie di poesiole ironiche sul tema, e lo avvisò che se avesse persistito nel suo tirannico ostruzionismo, avrebbe invitato lui stesso Kuindži. Mjasoedov, uno dei membri fondatori moscoviti dell'Associazione, a sua volta scrisse a Kiselëv che doveva smetterla con il suo atteggiamento: «...Perché siete così disponibile con Kuindži e così severo con Jarošenko? Si entra in corrispondenza con lui, e in essa pur mantenendo assoluto sangue freddo e un decoro esteriore, lo si induce (è in ogni caso una persona malata) a un'aspra e collerica risposta... Ammetto che possa sbagliare, ancora più spesso che la sua ostinazione possa dare fastidio a tanti. Ricordiamo la vita dell'Associazione, rammentiamo quante volte la sua fermezza è stata utile ai nostri affari. Sarebbe bene che vi riconciliaste con Jarošenko; non è colpevole di pensarla diversamente da molti e che in lui i pensieri e le azioni procedano di pari passo». La linea dura sostenuta da Jarosenko, appoggiato da Mjasoedov e da Šiškin (che aveva litigato con Kuindži e aveva lasciato l'Accademia), prevalse. Il pranzo ebbe luogo senza Kuindž,i e con Kiselëv seduto in disparte.

### Gli ultimi anni e la morte

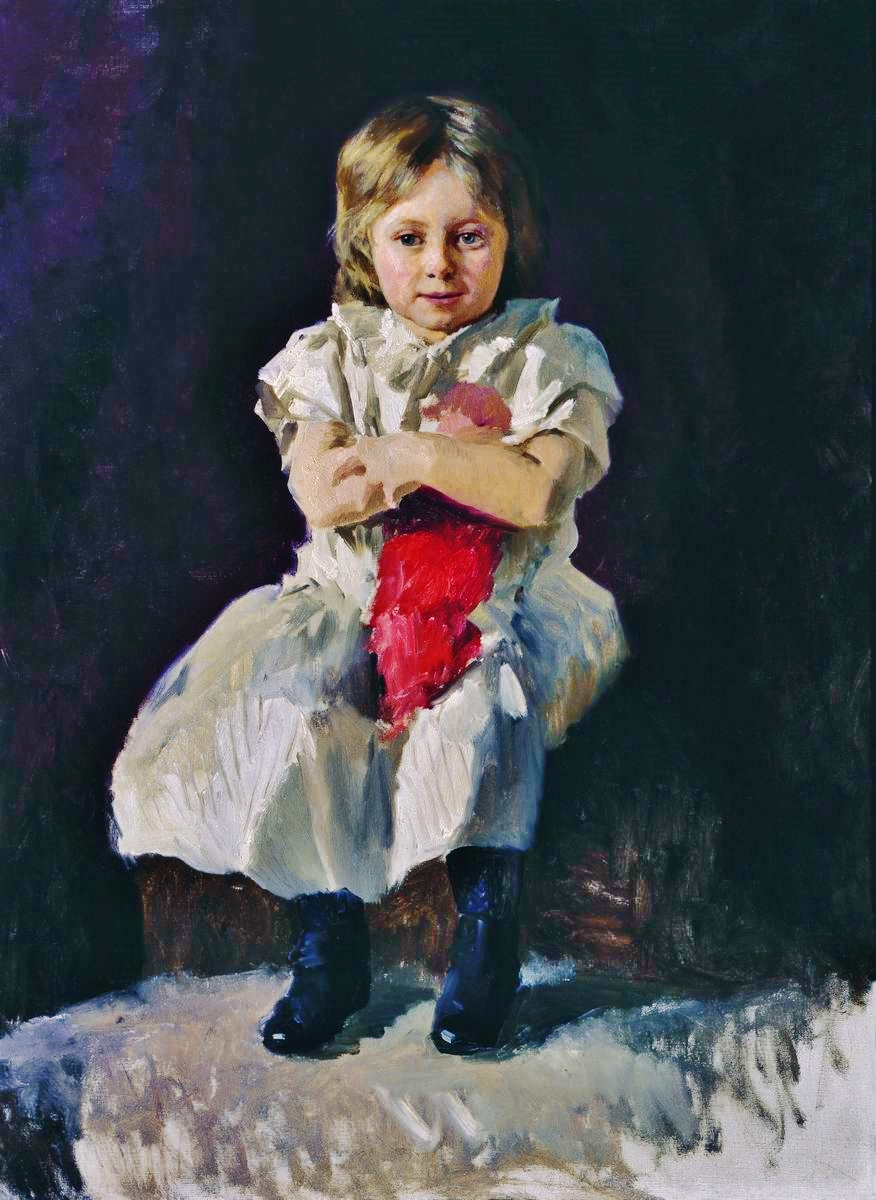
«Bambina con la bambola». Il ritratto della piccola Nadja è conservato alla Galleria statale Tret'jakov, Mosca

In una lettera di Polenov del 3 marzo 1891, scritta nel pieno dello scontro tra la nuova e la vecchia generazione di artisti, si fa riferimento alla tubercolosi tracheale che aveva colpito Jarošenko, benché si osservi che la gravità delle sue condizioni non fosse visibile dall'esterno. Sia come sia, solo due anni dopo Jarošenko si trasferì in pianta stabile a Kislovodsk, pur conservando l'appartamento a San Pietroburgo dove talvolta tornava per occuparsi degli affari della Società itinerante. Il clima di Kislovodsk e la terapia lenirono i sintomi della malattia, ma Jarošenko sentiva di non avere molti anni da vivere e, forse per questa ragione, oltre al fatto che non aveva figli, nel 1895-1896 adottò una bambina di quattro anni, Nadja Volžinskaja.
Dopo il definitivo trasferimento a Kislovodsk, Jarošenko sempre più spesso si immerse nella maestosità della natura e il paesaggio divenne il genere più frequentato dal suo pennello. Nikolaj Aleksandrovič si fece strada a piedi attraverso le montagne innevate del Caucaso, si avventurò in remoti villaggi e fu accolto con affetto dagli ospitali e orgogliosi abitanti, i quali si prestarono a farsi immortalare sulla tela, nonostante gli scrupoli religiosi. Il suo primo paesaggio risaliva al maggio del 1882, e il primo plauso era venuto già due anni dopo. Le terre caucasiche erano, all'epoca, quasi inesplorate e quando, nel 1884, Jarošenko aveva portato a San Pietroburgo un dipinto che ritraeva il monte Ėl'brus, i tanti estimatori avevano creduto che fosse un'opera di fantasia. Il critico Stasov gli diede un secondo titolo, «Ritratto di montagna», e Repin lamentava che la ritrattistica poteva forse perdere un grande talento.
Jarošenko dipinse circa un centinaio di ritratti, nei quali dimostrò una capacità di penetrazione dell'animo umano talmente acuta che i suoi lavori per lo più si possono considerare artisticamente riusciti. Comunicano emozioni e sentimenti autentici, anche perché conosceva personalmente tutti i suoi modelli e li rispettava come persone. La moglie disse che non poteva dipingere chi non rivestiva per lui un qualche interesse sul piano spirituale. Il più celebrato di questi ritratti è quello fatto all'attrice Strepetova, intriso di gravità e di dolore. Non è l'immagine di un'attrice in abito da scena che recita il dolore e perciò lo falsifica, ma di una donna, di un essere umano, che sperimenta una reale sofferenza. Nessuna spettacolarizzazione, c'è solo l'essenziale e tuttavia anch'esso, staccandosi a fatica dallo sfondo scuro, pare ritenersi eccessivo. È un ritratto molto intimo.

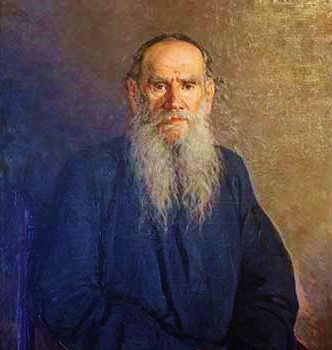
Ritratto di Lev Tolstoj (particolare), Museo di Stato russo, San Pietroburgo

Con gli anni e le delusioni, molto probabilmente, Jarošenko non era riuscito più a trovare la grandezza tra gli uomini e si era votato alla natura. Ma c'era un uomo, Lev Tolstoj, a più riprese raffigurato da Repin e da Kramskoj, che anch'egli desiderava ritrarre. Aveva in animo di regalare il dipinto alla Galleria di Tret'jakov, ed è possibile che questi abbia contribuito ad agevolare le trattative con Tat'jana L'vovna Tolstaja, che per conto del padre teneva i rapporti con gli artisti, per quanto il grande scrittore aveva di Jarošenko una buona opinione già da quando aveva visto un suo quadro del 1888, «La vita è ovunque». Il 24 aprile 1894, a Mosca, Jarošenko incontrò Tolstoj ed entro il 10 agosto realizzò il ritratto. Nel 1895 l'opera fu presentata alla ventitreesima mostra itinerante, ma fu stroncata dalla critica per «realismo nell'esecuzione». Il Tolstoj di Jarošenko era sconfortante e spiacevole perché non corrispondeva alla percezione che i russi avevano del loro sommo profeta e moralista. L'«elemento umano» aveva soppiantato l'immagine idealizzata e in luogo del mito era apparso sulla tela un vecchio triste e stanco, non un maestro, ma un uomo che non aveva trovato la pace dello spirito.
A questa amarezza, se ne aggiunse una seconda. Tret'jakov scrisse a Jarošenko, con franchezza e improntitudine, che il ritratto di Tolstoj non gli garbava, ma che avrebbe gradito al suo posto il ritratto di Solov'ëv, ammirato alla stessa esposizione. Al che un piccato Jarošenko rispose: «Ho rispettato la promessa fattavi da tempo di dipingere un ritratto di L. N. Tolstoj. E ho realizzato questo ritratto, bene o male non posso giudicare. In ogni caso, non posso averlo dipinto male intenzionalmente e posso solo rammaricarmi che il mio lavoro non vi abbia soddisfatto. Per quanto riguarda la vostra proposta, mi ha lasciato parecchio interdetto e finora non sono riuscito a capire che legame possa esserci tra il diritto di avere il ritratto di L. N. Tolstoj e il diritto di scegliere una qualsiasi cosa, quella che preferite. Il primo diritto potrei ancora concedervelo dipingendo Lev Nikolaevič di nuovo, come io stesso mi auguro altamente, ma il secondo non posso concederlo a nessuno, mai e a nessun patto».

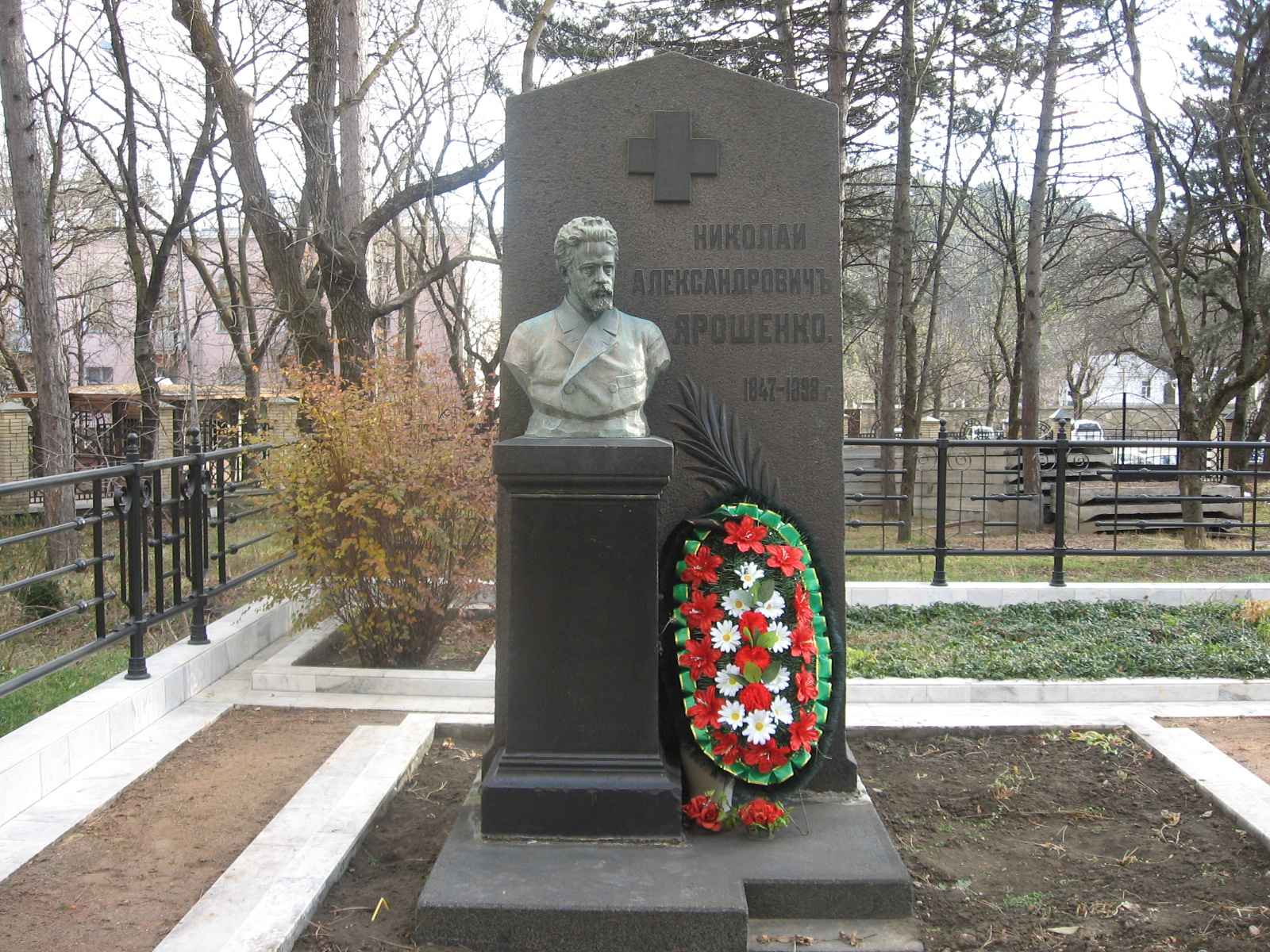
La tomba-monumento di Jarošenko

Tra il 1896 e il 1897, Jarošenko riprese a viaggiare. Visitò la regione del Volga, il Caucaso, l'Italia, la Siria, l'Egitto e la Palestina. Di ritorno a Kislovodsk, aveva con sé una quantità impressionante di dipinti, disegni e schizzi. Particolarmente emozionante fu per lui la visita in Terrasanta, — dove intendeva vedere i luoghi reali per dare la giusta ambientazione al dipinto su Giuda — a proposito della quale scrisse: «Qui è tutto così facile; a prescindere dalla nostra volontà siamo riportati indietro nel tempo. Si inciampa improvvisamente nelle vite di Abramo e di Mosè, e poi si è catapultati all'epoca di Cristo».
Nell'estate del 1897, Jarošenko stava molto male. Aveva perduto quasi completamente la voce ed era costretto al silenzio, non volendo bisbigliare, lui che era avvezzo a dire la sua in ogni circostanza. Anche le forze, come la voce, erano in rapido declino, tuttavia all'inizio del nuovo anno si sentì meglio e, sostenuto dalla determinazione a lottare contro la malattia, si diede all'esecuzione di due opere che intendeva presentare alla prossima mostra itinerante. Ne dà conto Marija Pavlovna nella lettera a Tolstoj dove gli annunciava la morte del marito. Dopo il ritratto, lo scrittore e Jarošenko erano rimasti in contatto e si erano anche rivisti, certamente a San Pietroburgo per salutare l'amico comune Vladimir Četkov, costretto all'esilio in Inghilterra, a causa del supporto offerto ai Duchobory.
Nella missiva, si informa che Nikolaj Aleksandrovič stava lavorando a due frammenti di vita dallo scenario contrapposto: l'uno inteso a rappresentare i popoli caucasici immersi negli spazi aperti di montagna, l'altro, a raccontare la quotidiana asfissia dei minatori nelle viscere della terra. Per questo secondo progetto aveva in agenda un viaggio di due settimane nelle cave di carbone del governatorato di Ekaterinoslav. Quell'estate pioveva spesso e aveva più volte rimandato un nuovo ritratto di Nadja in giardino. Il 5 luglio, una mattina col cielo sereno, Jarošenko diede la precedenza agli studi di paesaggio e raggiunse a piedi il monte Bol'šoe sedlo, che è il più alto della zona tra Pjatigorsk e Kislovodsk e dista circa dieci chilometri da Kislovodsk, ma fu colto da un violento rovescio e dovette rientrare di corsa a casa per non rovinare il lavoro fatto. Il giorno successivo ebbe un violento mal di testa, ma proseguì la giornata come se niente fosse, e di sera si mise persino a leggere un libro in lingua inglese. La mattina del 7 si alzò presto, prese il caffè e andò a lavorare nel suo studio. Stroncato da un infarto, fu rinvenuto morto seduto a cavalcioni sulla sedia, davanti al cavalletto su cui era sistemato il quadro coi minatori in galleria, illuminati dalla densa luce gialla delle loro lampade.
Nikolaj Jarošenko fu sepolto nel cortile della vicina cattedrale di San Nicola. Un anno dopo, sulla sua tomba fu eretto un monumento composto da un busto in bronzo dell'artista che poggia su un piedistallo, opera dello scultore Leonid Pozen (1849-1921), e alla spalle da una stele con una croce in rilievo, un ramo di palma e una tavolozza con i pennelli, realizzata da Nikolaj Dubovskoj (1859-1918) e da Pavel Brjullov (1840-1914).
Sei mesi dopo, presso le sale dell'Accademia delle Arti di San Pietroburgo si tenne la mostra postuma di Jarošenko, dove furono esposte 470 sue opere, tra dipinti, schizzi e disegni. Lev Tolstoj fu uno di quelli che andarono a visitarla.

### La Casa-Museo memoriale a Kislovodsk

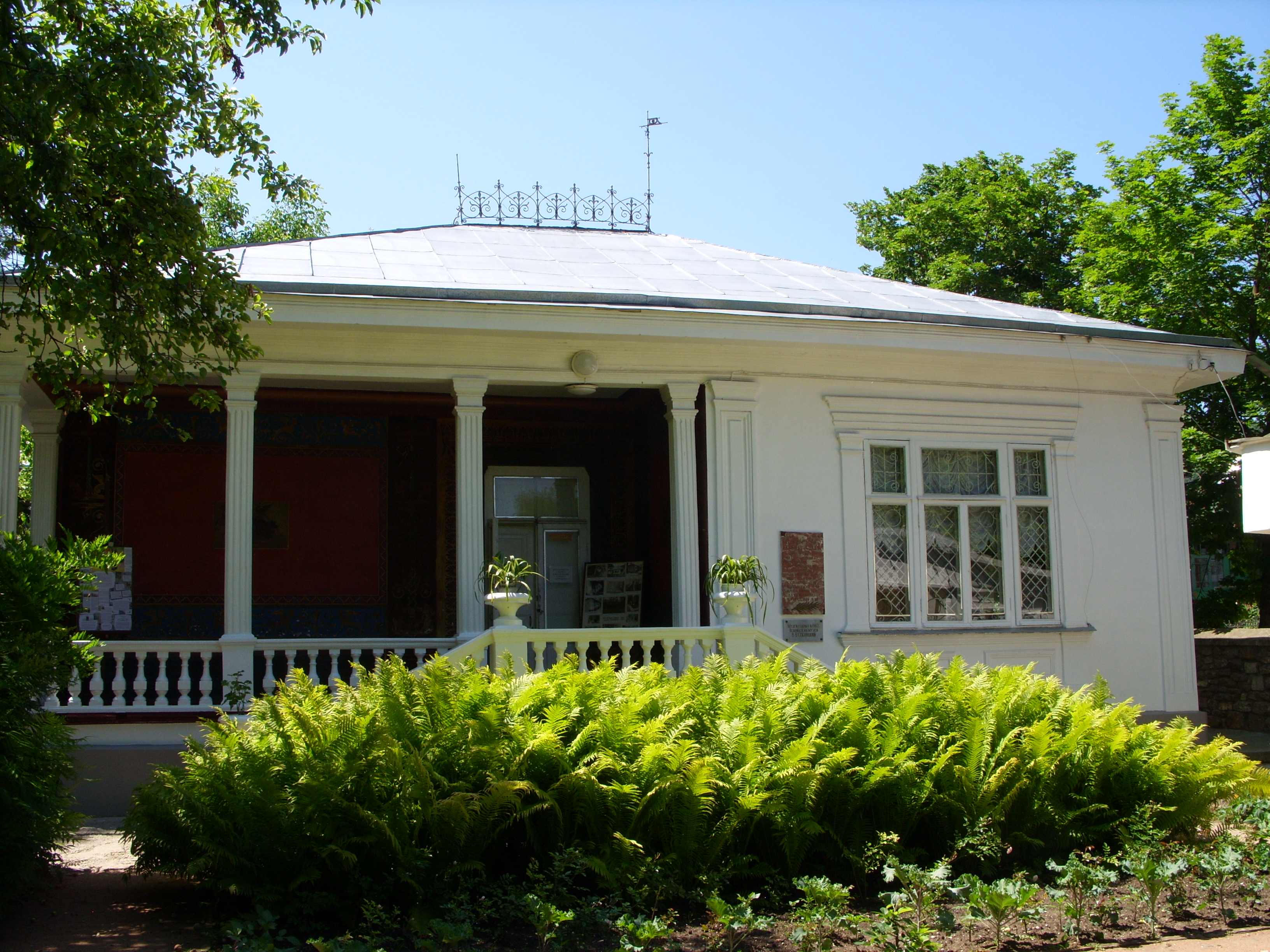
La Villa bianca, sede della Casa-Museo memoriale N. A. Jarošenko

La vedova di Jarošenko ed erede unica dei suoi lavori visse, con una modesta pensione e la rendita della tenuta di Kislovodsk, a San Pietroburgo. Morì il 26 settembre 1915 assistita da Olga, la figlia di Nesterov. Nel suo testamento lasciò le opere di Jarošenko alla città di Poltava, mentre alla cittadina di Kislovodsk donava il suo patrimonio, che unito al ricavato della vendita della Villa bianca dovevano servire a creare un sanatorio per malati di tubercolosi e una scuola pubblica dello zemstvo per bambini di entrambi i sessi. Altri seimila rubli erano destinati alla scuola di Pittura e Scultura di Mosca, affinché fosse istituita una borsa di studio, intitolata a Jarošenko, da destinare all'allievo più meritevole e bisognoso, senza limiti di età, razza, nazionalità o religione. Negli anni aveva cercato di aprire un museo in onore del marito a Kislovodsk o a Pjatigorsk, senza riuscirci, nonostante diversi peredvižniki si fossero offerti di contribuire con propri dipinti.
Secondo le memorie di Margarita Vasil'evna Fofanova, la militante che nei giorni immediatamente precedenti la rivoluzione d'ottobre, diede ospitalità a Lenin, appena rientrato clandestinamente a San Pietroburgo dalla Finlandia, il leader bolscevico disse di Jarošenko, del quale aveva visto alcune riproduzioni, che era un «meraviglioso psicologo della vita reale» e che «a una tale persona bisogna rendere omaggio».
L'8 dicembre 1918, Lenin presenziò all'inaugurazione a Kislovodsk di un museo alla memoria del pittore. Poco dopo, però, la cittadina fu temporaneamente occupata dall'armata bianca, il museo fu distrutto e diversi pezzi furono trafugati. Finita la seconda guerra mondiale, il soldato Vladimir Vjačeslavovič Sekljuckij, trasferitosi a Kislovodsk, scoprì casualmente la tomba abbandonata del suo pittore preferito e da allora si dedicò al recupero del ricordo di Jarošenko e alla creazione di un museo a lui dedicato. Ci riuscirà solo nel 1962, e ne sarà il direttore fino alla morte. Era stata una dura battaglia, durata quattordici anni, che aveva visto Sekljuckij, giudicato un po' pazzo dalla gente per la sua perseveranza, girare nelle città e nei villaggi in cerca di fondi e appoggi, spesso senza avere di che mangiare. Il museo contiene un centinaio di dipinti e disegni originali di Jarošenko, opere di alcuni peredvižniki, sculture, fotografie, e molti documenti. Tra questi lo stato di servizio militare dell'artista, l'atto di acquisto della tenuta, lettere. Il museo è visitato ogni anno da non meno di ventimila persone.

## Il filone sociopolitico della sua produzione artistica
Jarošenko è principalmente un ritrattista che mira a riversare sulla tela l'essenza morale del soggetto dipinto, la sua interiorità profonda. Questa regola generale che seguì dipingendo per lo più persone di famiglia, amici, coloro che sentiva spiritualmente vicini, si fa verità storica quando, attraverso volti e pose, volle trasmettere molto più che stati d'animo individuali, e rivelare la realtà socio politica del suo paese, segnata dalla miseria del popolo e dal drammatico conflitto tra la gioventù rivoluzionaria e lo Stato autocratico. La sua grandezza sta nell'aver per primo conferito, in Russia, dignità artistica a figure sociali disprezzate, o forse solo incomprese, di averne mostrato l'umanità.

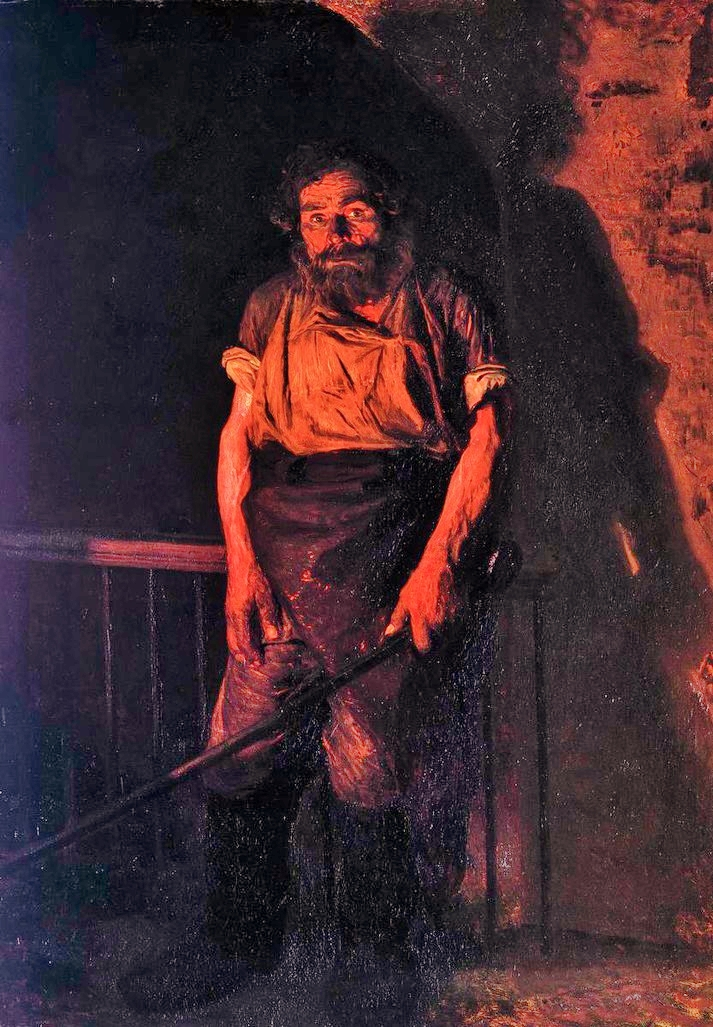
«Il fuochista» (Kočegar), 1878, Galleria statale Tret'jakov, Mosca

Nel 1878, Jarošenko presentò due opere che ben esprimono l'ideale democratico da cui la sua vita traeva il codice etico e la sua arte, ispirazione. Ne Il fuochista, si può ammirare la prima rappresentazione realistica e insieme moderna del lavoratore. Il prototipo dell'operaio protagonista del dipinto, Jarošenko ebbe modo di osservarlo con acutezza sul suo luogo di lavoro, all'officina delle munizioni. L'uomo, fisicamente trasformato dalla fatica, un po' curvo, emerge dall'oscurità soffocante, con le grandi mani, strumento del lavoro e simbolo dello sfruttamento subìto, e uno sguardo pieno di rimprovero che sembra domandare all'osservatore se la sua triste condizione sia sopportabile. La luce calda irradiata dalla fornace sottolinea i volumi della figura e ne enfatizza ogni dettaglio. È il ritratto di una vittima del modo di produzione capitalistico che si prepara ad emergere come forza sociale destinata a conseguire la propria emancipazione. Il quadro fece una grande impressione sul sensibile scrittore Garšin e gli suggerì la materia narrativa per il racconto Gli artisti.

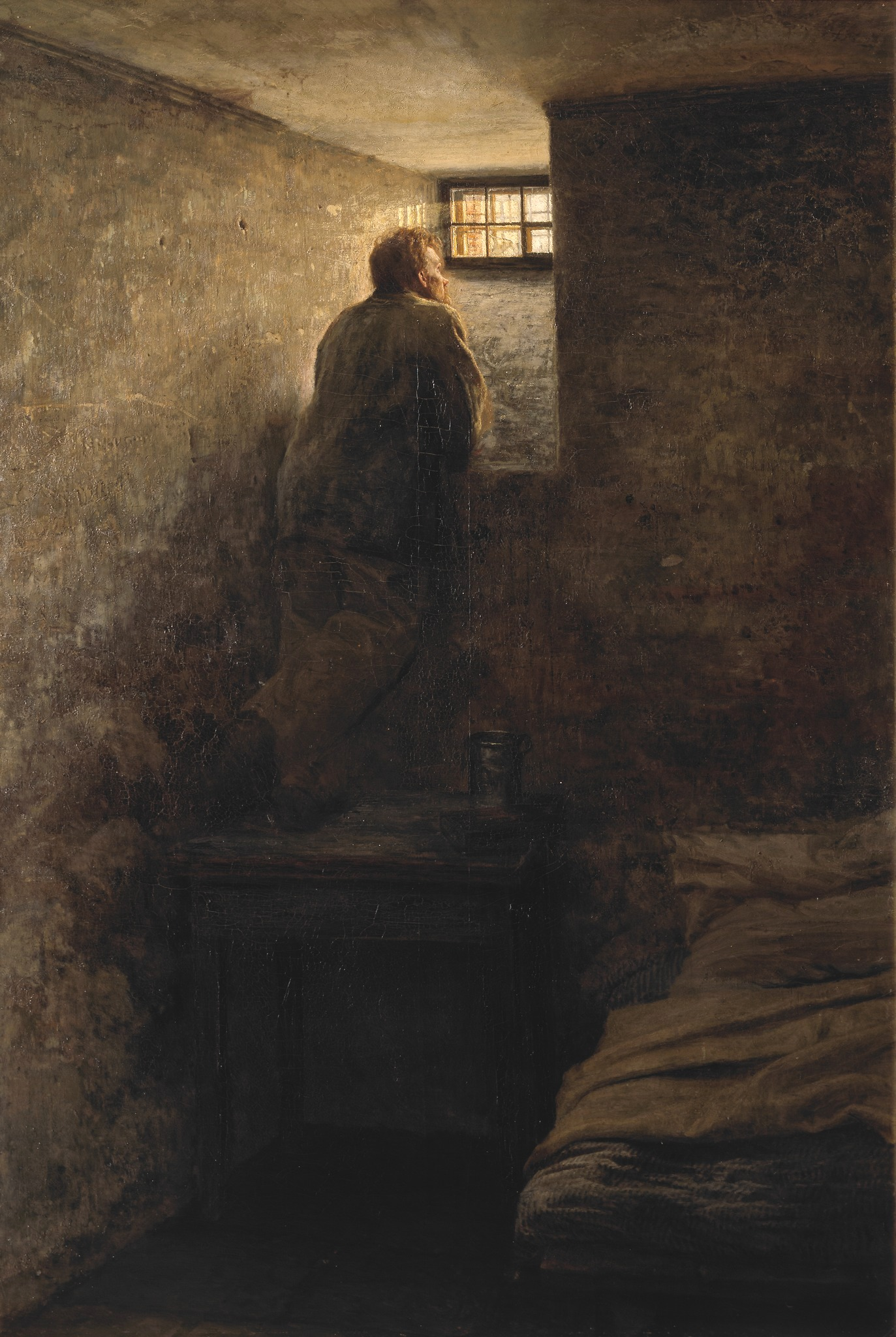
«Il prigioniero» (Zaključennyj), 1878, Galleria statale Tret'jakov, Mosca

Ne Il prigioniero, Jarošenko si è servito come modello del suo amico, lo scrittore Gleb Uspenskij. La stesura del dipinto avvenne durante il processo dei 193, un evento importante per il successivo sviluppo del movimento rivoluzionario. Questa è considerata la prima opera in cui compare il tipo del rivoluzionario, e certamente l'impressione che suscita è di simpatia per quanti erano disposti al sacrificio della propria libertà — oltre che della vita — perché la stessa fosse assicurata a tutti. A prima vista, la scena ambientata in una cella di pietra, nuda e fredda, che riempie quasi tutta la tela, può trasmettere un senso di cupezza irrimediabile, ma se lo sguardo passa al recluso, alla sua calma tensione verso la luce, il sentimento comunicato viene acquistando una coloritura di ottimismo. La figura volge le spalle al pubblico, al presente, e si protende verso l'esterno delle mura carcerarie, verso il futuro, ha voglia di vivere, il suo animo pare saldo e fiducioso. Tra il materiale preparatorio utilizzato per la composizione della scena, uno schizzo del 1862 raffigurante un ragazzo in una piccola cella con le sbarre alla finestra conficcate nelle mura spesse, e che in basso recava la scritta: «Dal 1° al 10 novembre mi sono servito di un appartamento gratuito con tutte le comodità». Anche lui, da cadetto, era stato un prigioniero.

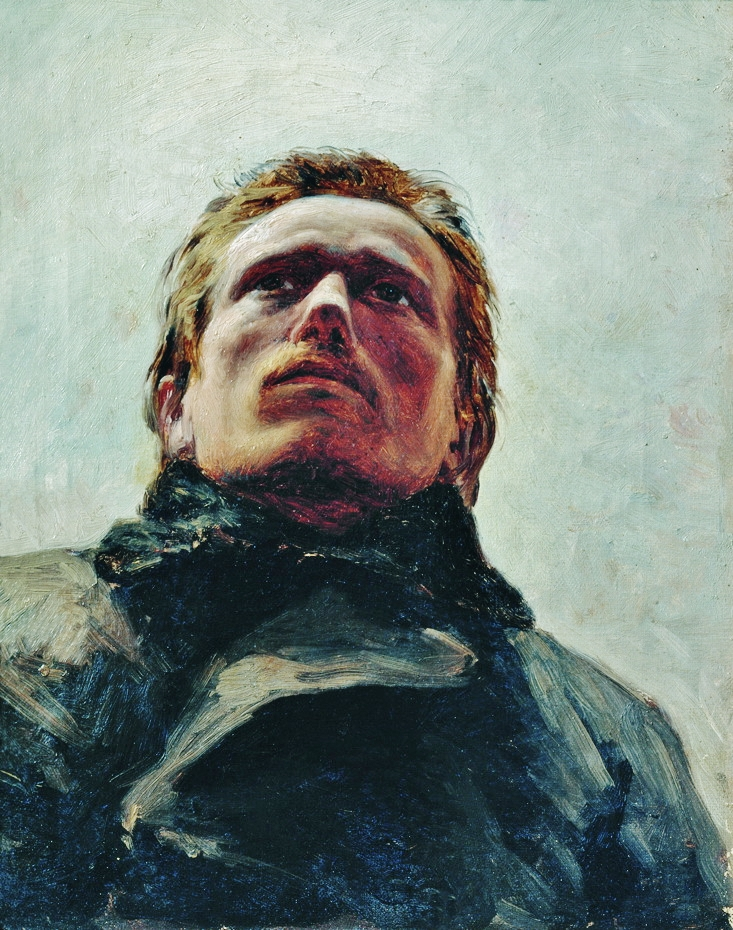
«Testa del prigioniero» (Golova zaključennogo), 1878, Museo d'arte dell'Oblast' di Poltava, Poltava

Un quadro di poco precedente, la Testa di un prigioniero, colpisce per la verticalità della rappresentazione. L'inquadratura, dal basso verso l'alto, si spinge idealmente ancora più su, nello sguardo rivolto al cielo del prigioniero, forse sulla via dell'esilio. Un'altra metafora visiva che lega la gioventù rivoluzionaria all'idea del progresso, a tutto ciò che si eleva.

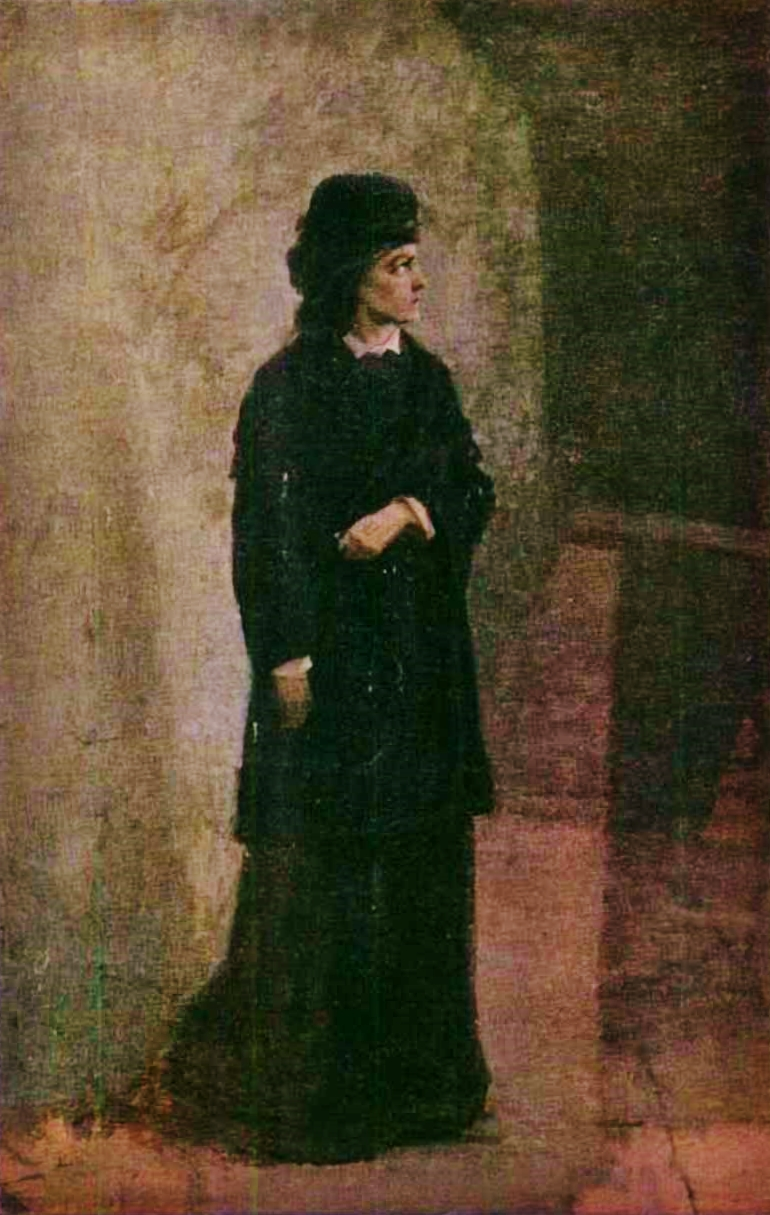
«Terrorista» (Terroristka), 1881, Casa-Museo memoriale N. A. Jarošenko, Kislovodsk

Il tema dei politici detenuti tornerà prepotentemente nel 1881 allorché, alla nona mostra itinerante che s'apriva proprio il giorno in cui era ucciso dalla Narodnaja volja lo zar Alessandro II, Jarošenko esponeva Il Castello Litovskij, dal nome di una prigione di San Pietroburgo. L'opera era stata iniziata nel 1878, appena Jarošenko aveva terminato Il prigioniero, sotto la forte impressione suscitata dal recente attentato di Vera Zasulič contro il generale Trepov, governatore di San Pietroburgo, ed è significativo che la sua realizzazione abbia coperto tutto il periodo eroico del populismo rivoluzionario. Un giornale del 1881 così descrive il dipinto: «Su un braccio di tela sono riprodotte due sole figure. In primo piano c'è una giovane donna vestita con un abito di cachemire nero e un corto cappotto grigio con uno scialle di lana nero annodato sul davanti. Sul capo ha un cappellino con la veletta sollevata. Lei guarda con premura una prigioniera alla finestra; stringe al petto la mano sinistra, la destra è abbassata. Il viso è molto espressivo, anche se nella figura prevale l'assenza di dinamicità. L'altro personaggio riprodotto nel dipinto è la sentinella. Se ne sta vicino al lampione e non gli importa di quel che pensano e sentono la ragazza e colei che è dietro le sbarre. Nel dipinto è ritratta una plumbea giornata pietroburghese». Il dipinto fece grande scalpore e fu rimosso. Che fine abbia poi fatto non è dato sapere con certezza; ma si sa che Jarošenko, in fretta e furia, con le bozze del quadro perduto realizzò una nuova opera, La terrorista.

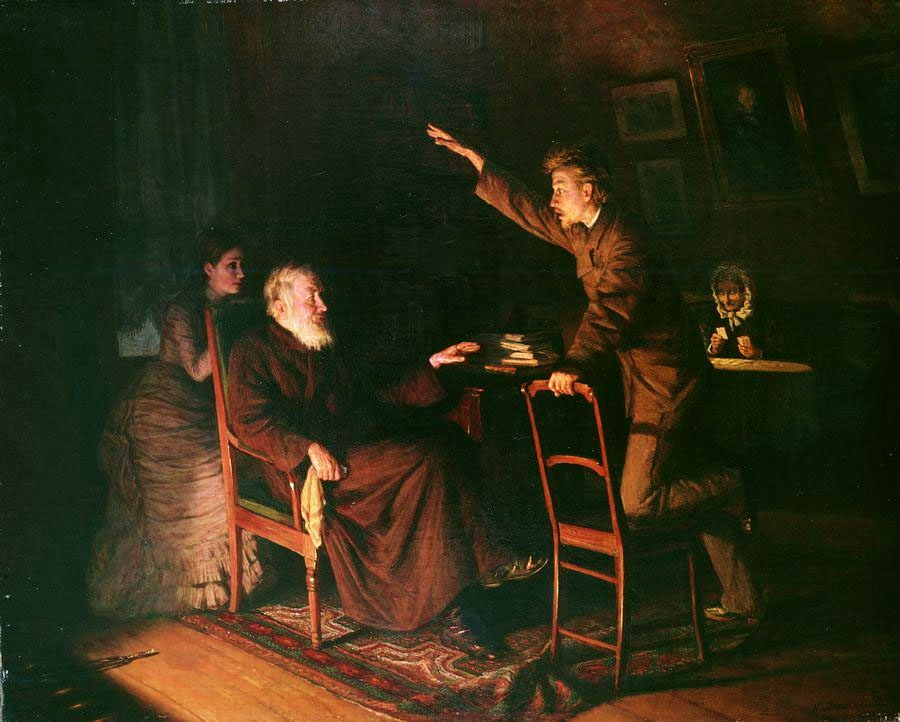
«Il vecchio e il nuovo» (Staroe i molodoe), 1881, Museo di Stato russo, San Pietroburgo

Il secondo quadro messo in esposizione alla nona mostra itinerante era Il vecchio e il nuovo. In un interno ben arredato, rischiarato dalla fioca e rossastra luce del camino, si confrontano il vecchio padre e il suo giovane figlio, tra l'apparente indifferenza della madre, intenta a fare un solitario, e il muto entusiasmo della figlia. La fanciulla ancora non osa entrare in scena, è in attesa, dietro le spalle del padre, che venga il suo momento, ma già accoglie con volto espressivo la propaganda del fratello. Il ragazzo è invece pronto a spiccare il volo. Tutta la sua figura è posseduta da una forza invincibile che esplode nel gesto enfatico del braccio proteso, il quale sovrasta in impeto quello rattenuto del padre, piuttosto un invito alla calma rivolto al focoso rampollo. La famiglia è qui intesa come un microcosmo in cui il drammatico scontro, che nella società opponeva i conservatori all'intelligencija liberale, si consuma nella sua forma primigenia, nel conflitto cioè tra padre e figlio.

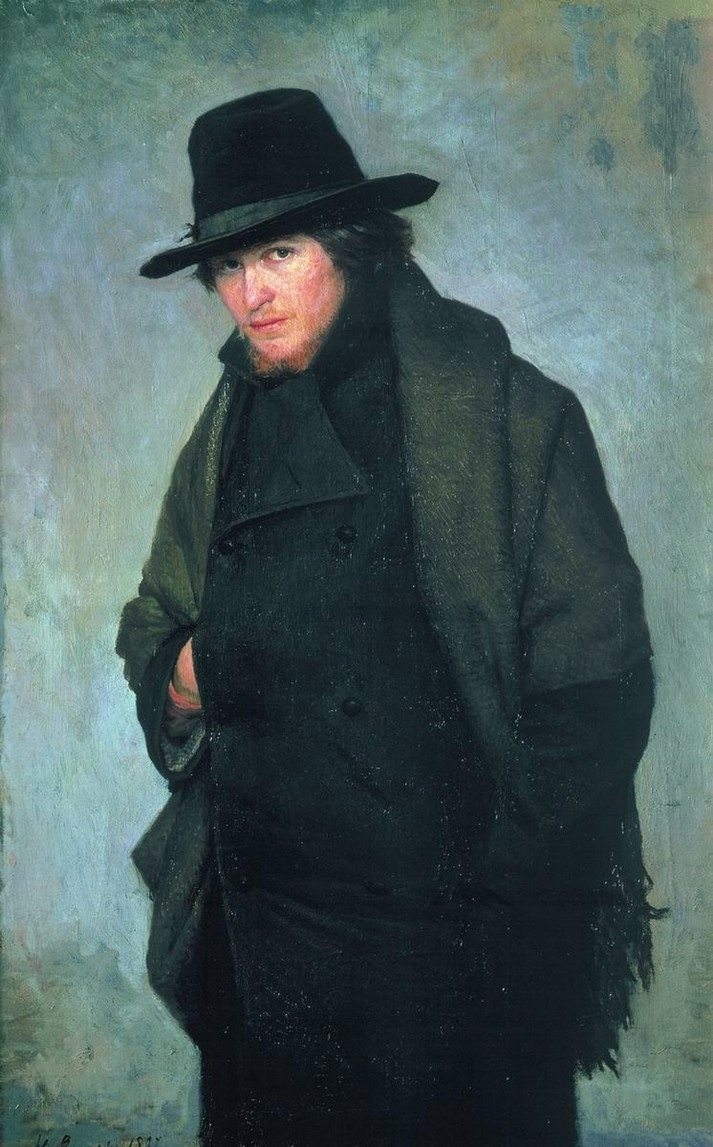
«Lo studente» (Student), 1881, Galleria statale Tret'jakov, Mosca

Uno dei ritratti più famosi di Jarošenko, destinato a incarnare nella storia della pittura russa il tipo del rivoluzionario, è Lo studente. Su uno sfondo neutro, si staglia un giovane il cui abbigliamento rivela il genere della sua occupazione. Capelli lunghi, una rada barbetta, indossa sulla giacca la caratteristica coperta dello studente, il cappotto invernale dei poveri. La figura è animata; il movimento rotatorio della spalla destra accompagna la mano in quello che può far pensare al gesto di estrarre una pistola nascosta sotto il risvolto. Lo sguardo, solo un po' offuscato dalla tesa del cappello, è vigile, intelligente, obliquo, diffidente, e crea in chi osserva la brutta impressione di star recando disturbo, di interrompere qualcosa di segreto. La presentazione alla mostra itinerante di un esponente del «proletariato intellettuale», come erano chiamati gli studenti, parve un atto di protesta contro la reazione seguita alla morte di Alessandro II, e da allora l'accusa di «tendenziosità», già rivolta a Jarošenko, si consolidò. Il critico Stasov disse che Jarošenko comprendeva la giovane generazione meglio degli altri. Ne intuiva la vita segreta, quindi l'«afferrava» e la «fissava sulla tela». Un aneddoto curioso relativo a questo dipinto racconta che a dicembre del 1881, quando venne rappresentata a Mosca l'opera «Talenti e ammiratori» di Ostrovskij, il pubblico si stupì della somiglianza tra l'attore che interpretava l'ex studente Meluzov, il protagonista della commedia, e il giovane ritratto da Jarošenko. La ragione di tale supposta somiglianza era che l'attore Michail Sadovskij si era ispirato, per entrare nella parte di Meluzov, al dipinto visto alla galleria Tret'jakov. In realtà a fare da modello a Jarošenko era stato un giovane pittore ucraino, Filipp Antonovič Čirko (1859-1928), un membro dei peredvižiki dal 1898.

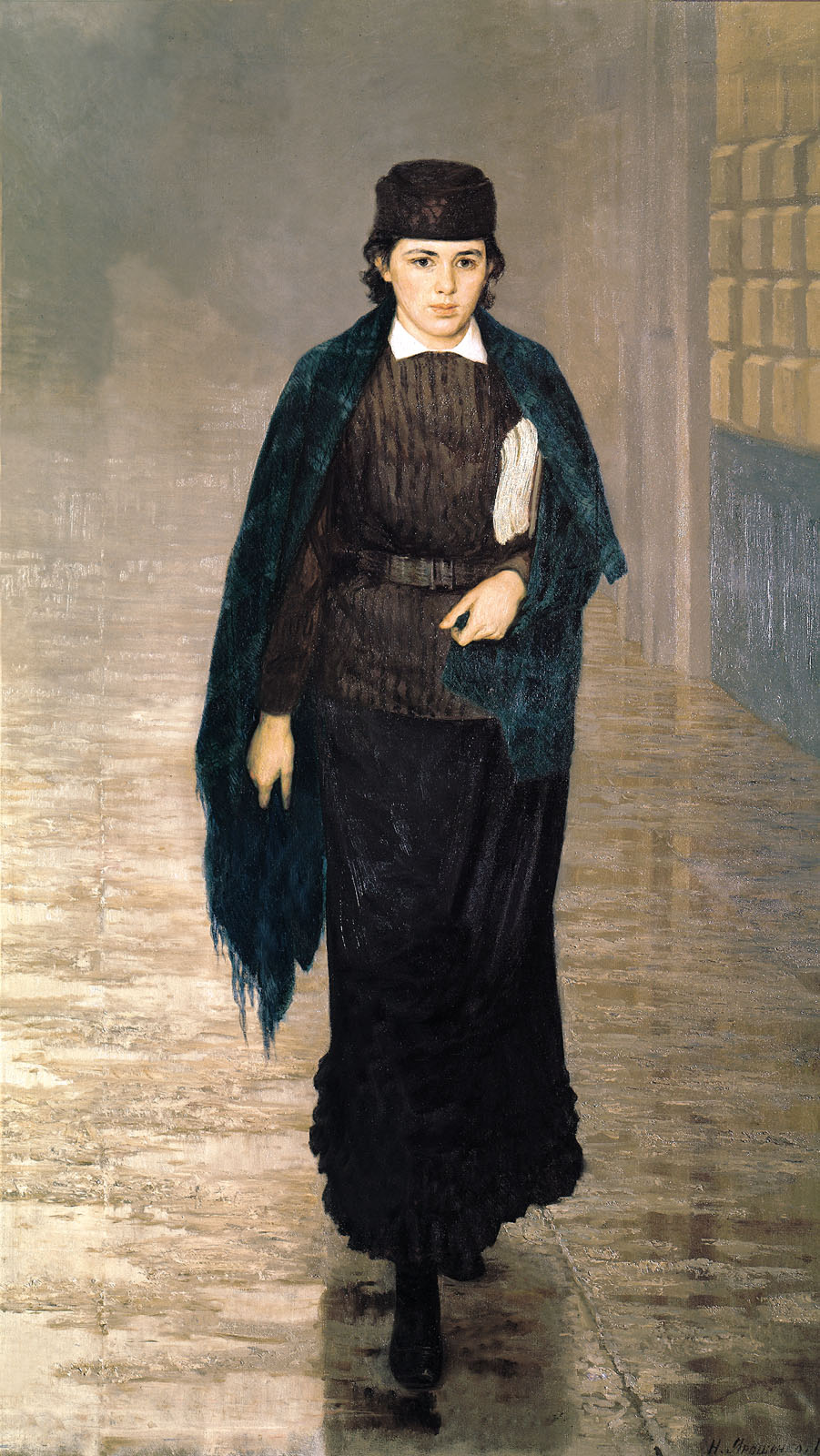
«La corsista» o «La studentessa» (Kursistka), 1883, Museo nazionale di arte russa, Kiev

Ancora una volta toccò a Jarošenko dare corpo a un'altra figura sociale rappresentativa dell'epoca, da poco venuta alla ribalta e già duramente colpita dalla reazione: la studentessa. Centinaia di donne sentivano la ristrettezza dei ruoli riservati loro dalla tradizione e volevano essere «membri utili della società», partecipare in prima persona al processo storico in atto. E il governo era stato costretto a istituire, dal 1878, corsi speciali di istruzione superiore riservati alle donne per impedire che finissero a studiare all'estero, da dove, com'era accaduto per le propagandiste processate nel 1877, tornavano piene di fervore rivoluzionario. Ma, per la stessa ragione, al culmine della reazione che seguì l'attentato contro Alessandro II, nel 1881 si chiese la chiusura dei corsi e l'anno dopo Pobedonoscev fece abolire quelli di medicina, ritenuti una «fogna di contagio anarchico».
Fu in questo clima che apparve La studentessa di Jarošenko, una evidente dichiarazione di simpatia per la lotta intrapresa dalle donne nel nome della propria emancipazione. L'eroina, ritratta con le fattezze di Anna Konstantinovna Diterichs (1859-1927), futura moglie di Vladimir Čertkov e lei stessa frequentatrice dei corsi Bestužev, è una creatura fragile — e insieme volitiva — che avanza in una desolata San Pietroburgo un po' impacciata dai libri, che porta sotto il braccio per proteggerli dalla pioggia, e avvolta in un'atmosfera quasi sulfurea, spettrale, sottolineata da sfumature grigio-gialle, che allude agli ostacoli che la fanciulla dovrà affrontare per poter essere la padrona del proprio destino. Splendide, la resa pittorica della strada bagnata, ricca di riflessi e luminescenze, e il volto della giovane, serio e concentrato. Il dipinto può essere letto come l'ideale continuazione di un quadro del 1880 che sviluppa il medesimo soggetto. Tre anni prima, la nostra studentessa era una ragazzina imbarazzata e divertita da questo suo disagio, che se ne stava seduta con le mani sovrapposte in grembo, non ancora pronta a levarsi in piedi e a marciare.

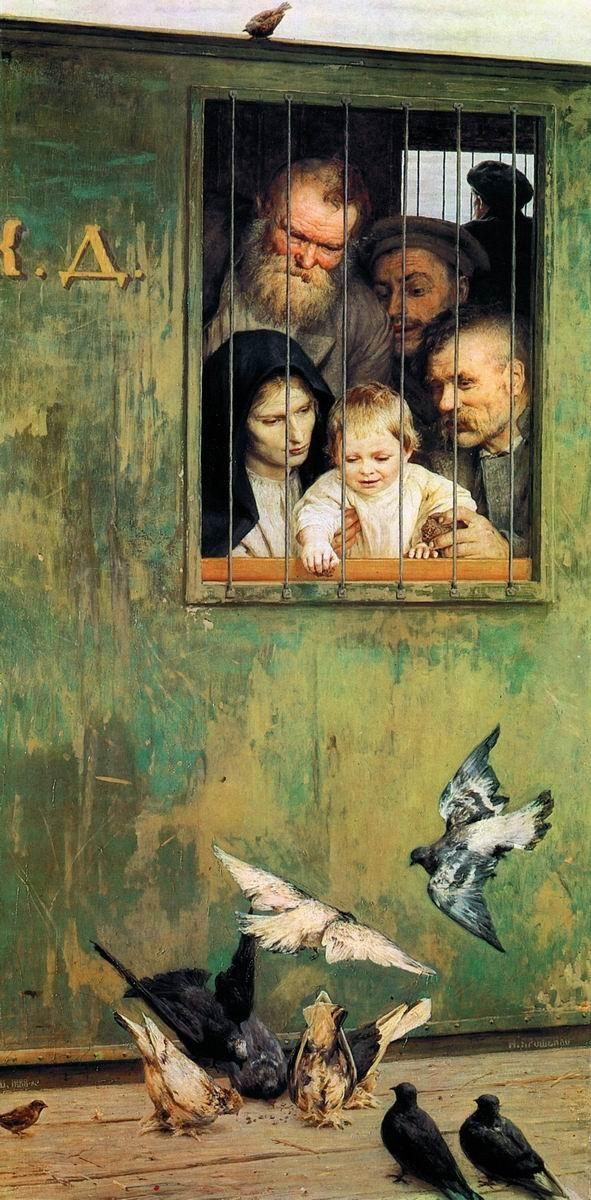
«La vita è ovunque» (Vsjudu žizn'), 1888, Galleria statale Tret'jakov, Mosca

La vita è ovunque fu presentato alla sedicesima mostra itinerante e da allora è considerato il vertice della maturità artistica di Jarošenko, il suo capolavoro. La composizione è originale ed essenziale. Un vecchio treno, che conduce a destinazione i prigionieri, di colore verde, sporco, scheggiato, si ferma a una piccola stazione. Come a voler depositare un frammento di vita sulla tela, il pittore inquadra il finestrino con le sbarre di un vagone che mostra quattro adulti e un bambino. Il piccolo getta sulla piattaforma briciole di pane, e i piccioni prontamente accorrono. Il gruppo in primo piano cattura subito l'attenzione e muove il pubblico a sentimenti di compassione. Le espressioni dei volti sono improntate alla bontà, alla tenerezza e alla tristezza. Chi sono questi detenuti? Qualunque sia la ragione che li ha portati all'arresto, l'osservatore non ha dubbi che siano vittime della macchina di repressione zarista, agnelli sacrificali dell'ingiustizia sociale. L'opera suscitò un mare di polemiche per l'idealizzazione dei prigionieri, e valutazioni ideologiche contrapposte. C'è chi disse che il dipinto era stato influenzato da Lev Tolstoj e aveva un'impostazione religiosa, e c'è chi in esso vide una ripresa dei temi sociali trattati negli anni precedenti.
I primi sostennero che su Jarošenko avesse agito da stimolo la lettura di Perché vivo? (Čem ljudi živy?), una serie di racconti volti a educare il popolo secondo gli insegnamenti di Cristo. Il dipinto voleva allora illustrare il concetto cristiano che «dove c'è l'amore, lì c'è Dio», dal titolo di una delle storie, e raffigurava la Madonna con il Bambino. Il critico d'arte Pavel Kovalevskij (1823-1907) scrisse che «dietro la grata del finestrino» era riunita la «Sacra Famiglia». Stasov racconta che lo stesso Jarošenko alla domanda sul soggetto del suo nuovo lavoro, aveva risposto che stava dipingendo una Madonna, ma con un sorriso e forse non aveva parlato sul serio. Da parte sua, Jarošenko non si espresse mai in proposito. Per Tolstoj questo era, tra i dipinti da lui conosciuti, il migliore. Come confidò al suo diario, dove erroneamente cambia titolo all'opera, e la chiama «I colombi», la scena illustrata era «meravigliosa» e «parla al nostro cuore».
L'altra interpretazione riteneva che non ci fossero ragioni sufficienti per ricondurre la logica del dipinto alla predicazione del Vangelo e individuava piuttosto nel rettangolo del finestrino le figure di una donna con suo figlio, di un contadino (l'uomo alle sue spalle con la barba fluente), di un operaio, e di un soldato a capo coperto. Dietro di loro, la sagoma di un altro detenuto nella stessa posa del «Prigioniero», sembrava proprio un esplicito richiamo al fatto che si trattasse di un politico. Jarošenko poteva aver dipinto uno spaccato di varia umanità sofferente — entrambi i sessi, età e classi sociali disparate —, per trasmettere l'idea che «al di là di questo vagone non c'è nessuno, neanche un'anima». Tutta la Russia era in galera, in esilio, ai lavori forzati, le speranze e i destini di tutte le brave persone erano stati spezzati. E la scarsa brillantezza dei colori, la diffusa opacità poteva voler dire che «la bellezza e la luce sono nei cuori dei perseguitati».

## Galleria fotografica delle altre opere

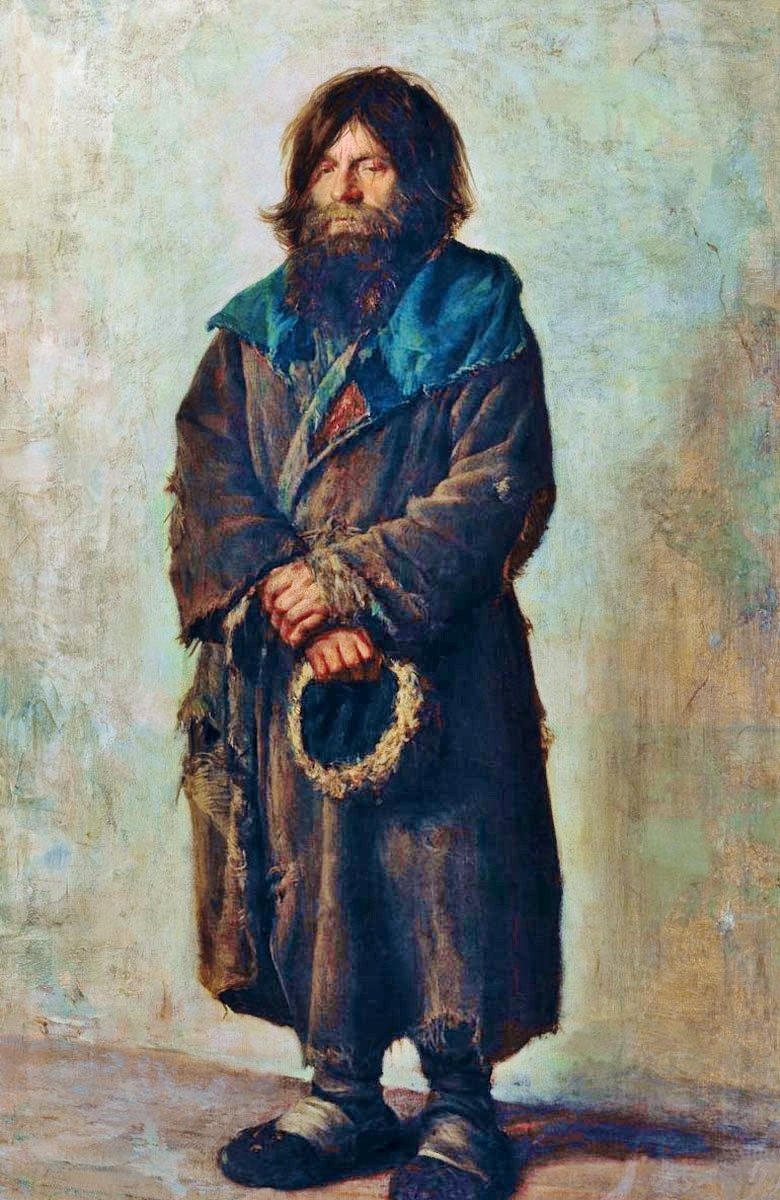
«Il contadino» (Krest'njanin), 1874, Museo d'arte, Charkiv
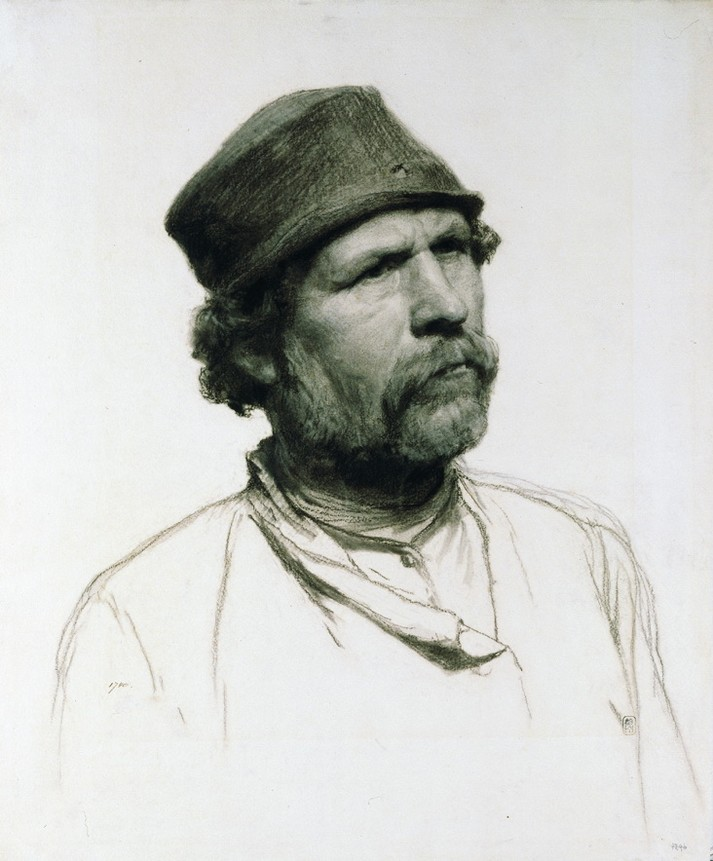
«Contadino» (Krest'janin), 1879, Museo di Stato russo, San Pietroburgo
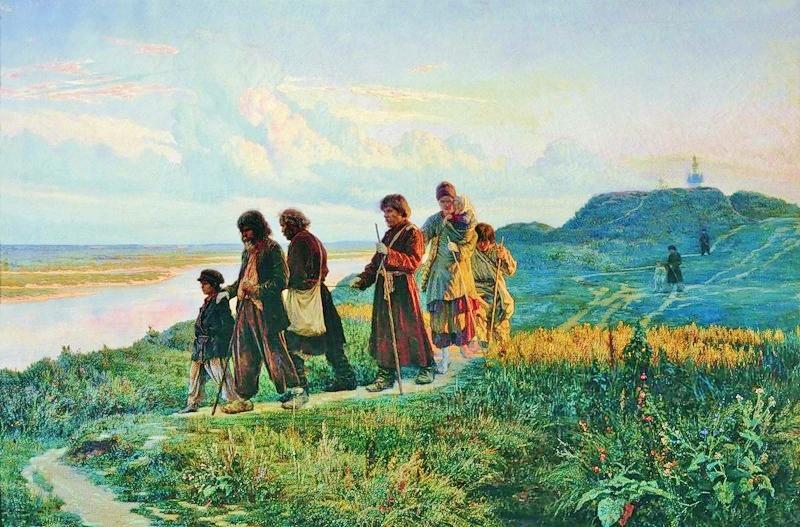
«I ciechi» (Slepcy), 1879, Museo d'arte dell'oblast' di Samara, Samara
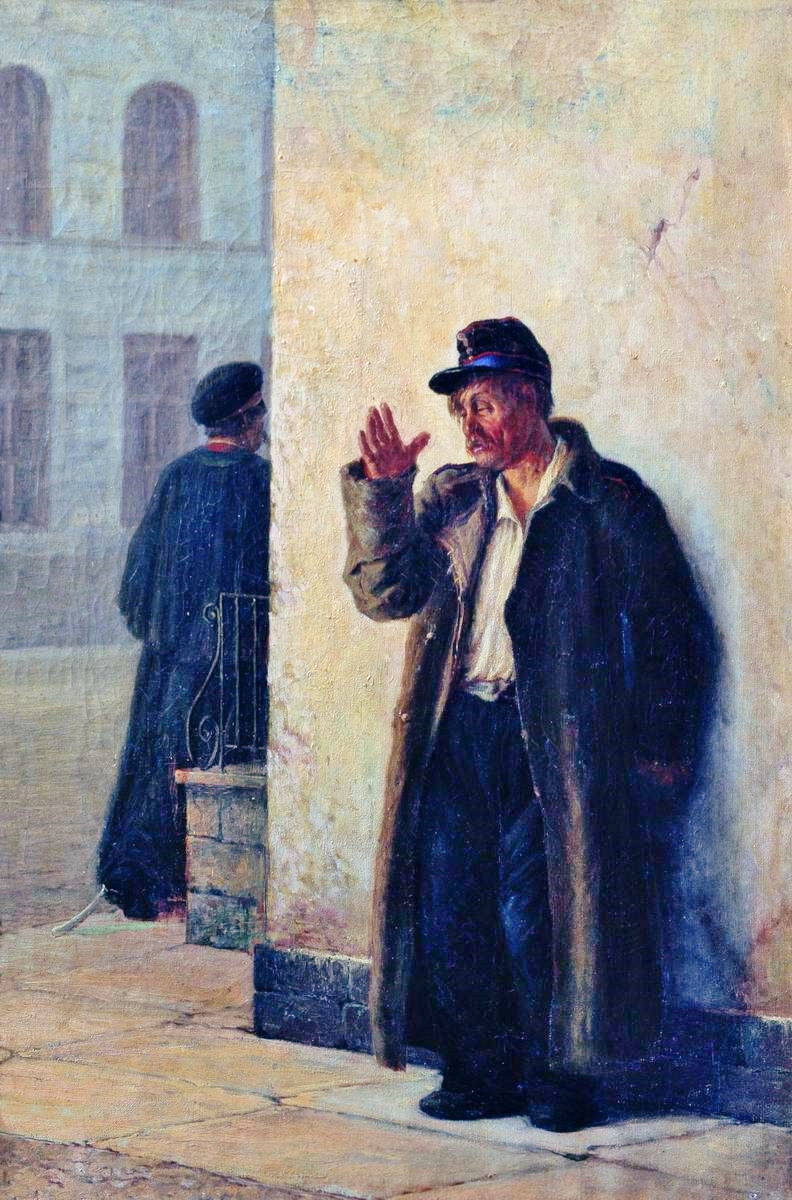
«Vecchio militare» (Staryj služivyj), 1880, Museo d'arte dell'oblast' di Poltava, Poltava
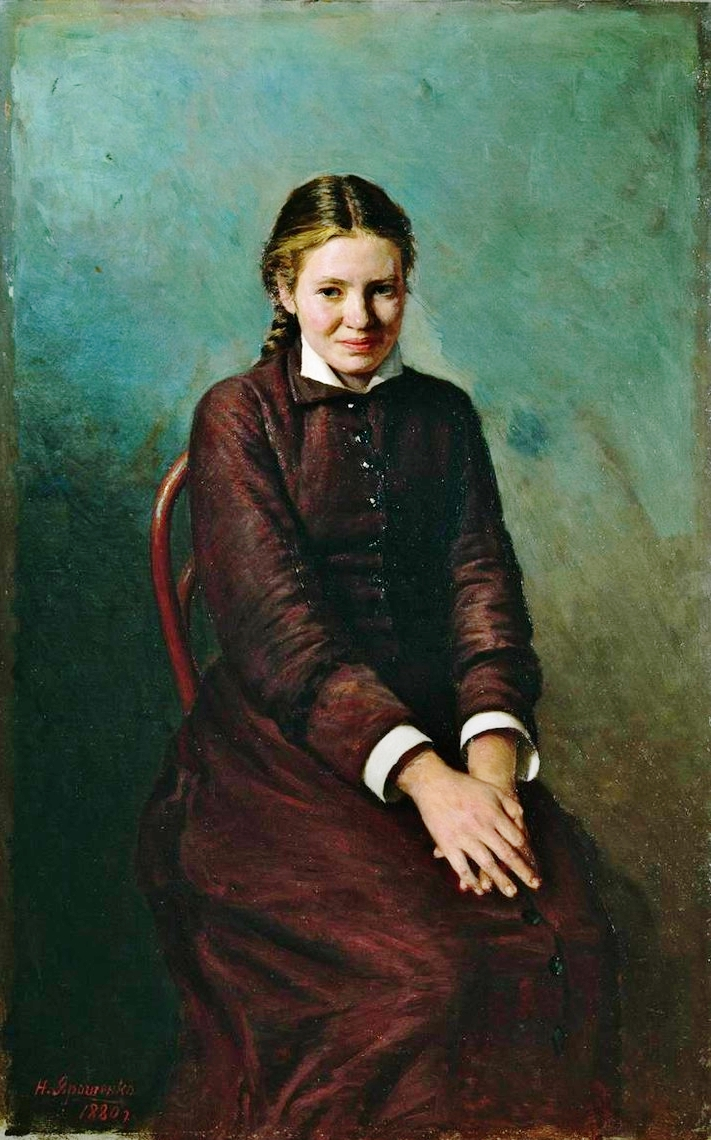
«La corsista» o «La studentessa» (Kursistka), 1880, Museo di Stato russo, San Pietroburgo
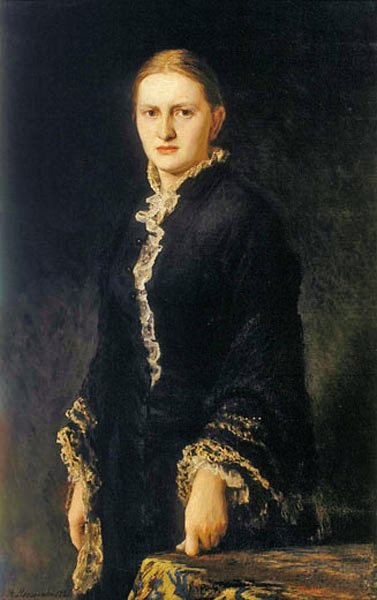
«Ritratto muliebre» (Ženskij portret), 1881, Galleria d'arte del Fondo per le generazioni, Chanty-Mansijsk
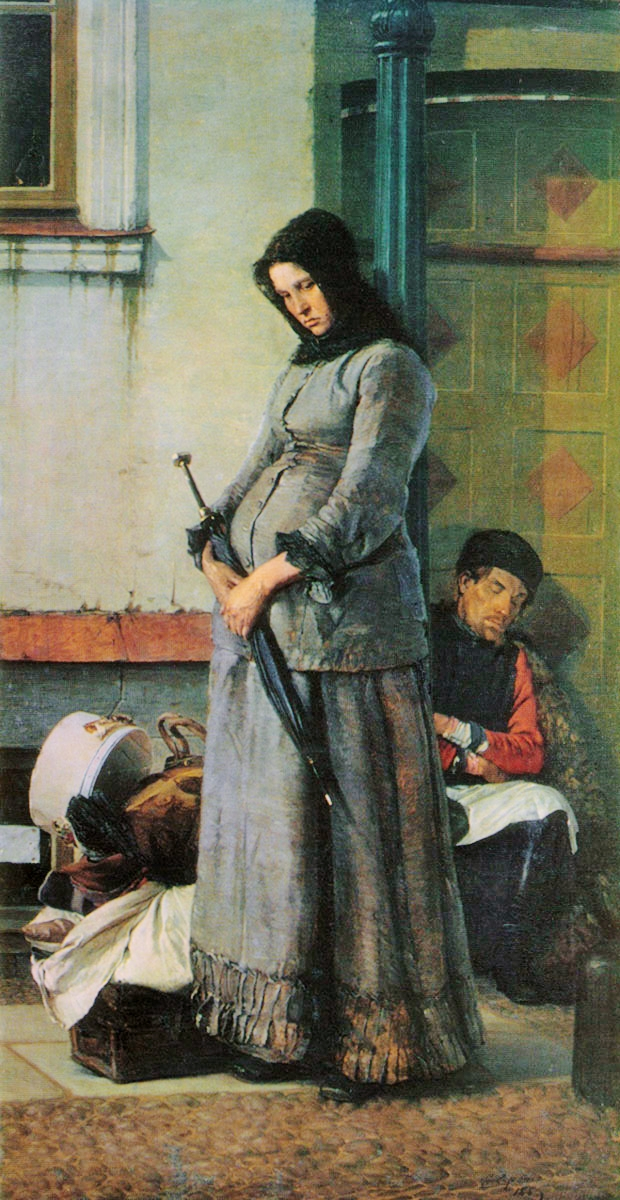
«Cacciata» (Vygnali), 1883, Museo statale delle Arti dell'Uzbekistan, Taškent
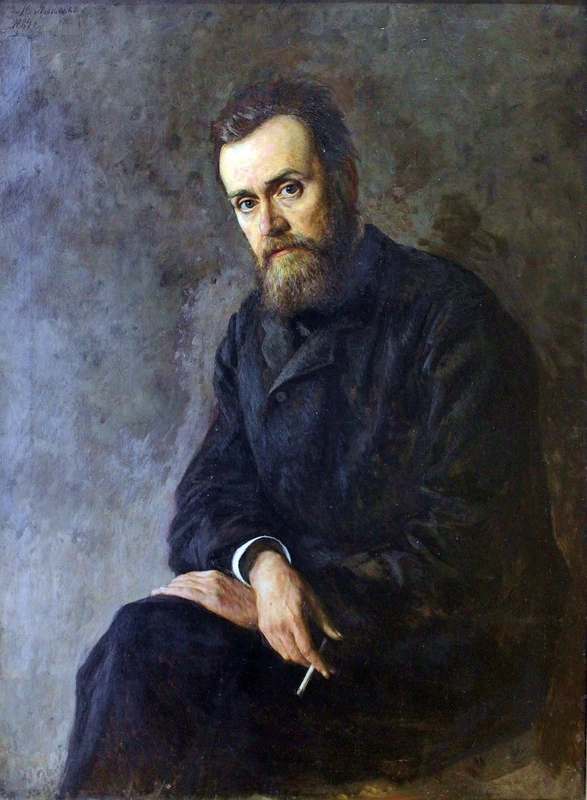
«Ritratto di G. I. Uspenskij» (Portret G. I. Uspenskogo), 1884, Museo di belle arti, Ekaterinburg
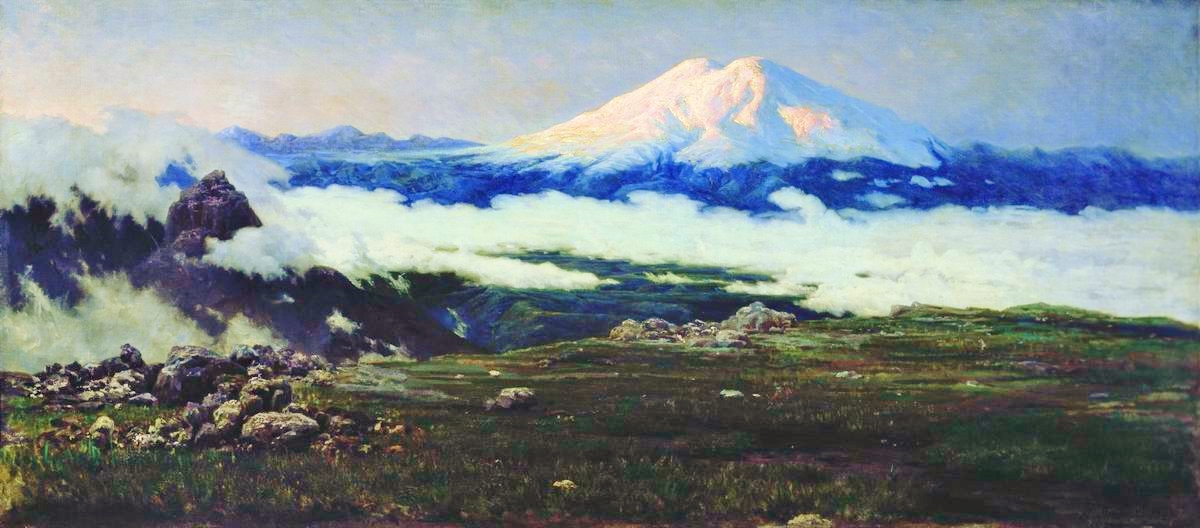
«Šat-gora (Ėl'brus)» (Il monte Šat, o l'Ėl'brus), 1884, Casa-Museo memoriale N. A. Jarošenko, Kislovodsk
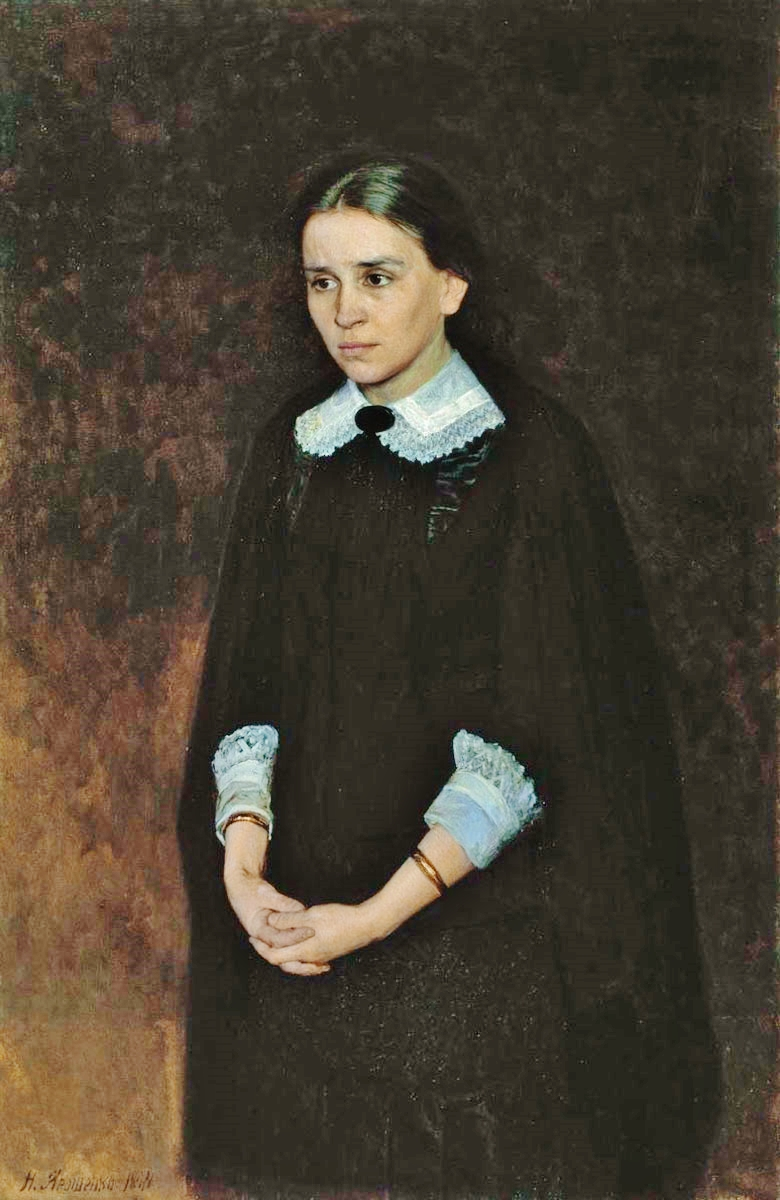
«Ritratto dell'attrice Pelageja Strepetova» (Portret aktrisy P. A. Strepetoj), 1884, Galleria statale Tret'jakov, Mosca
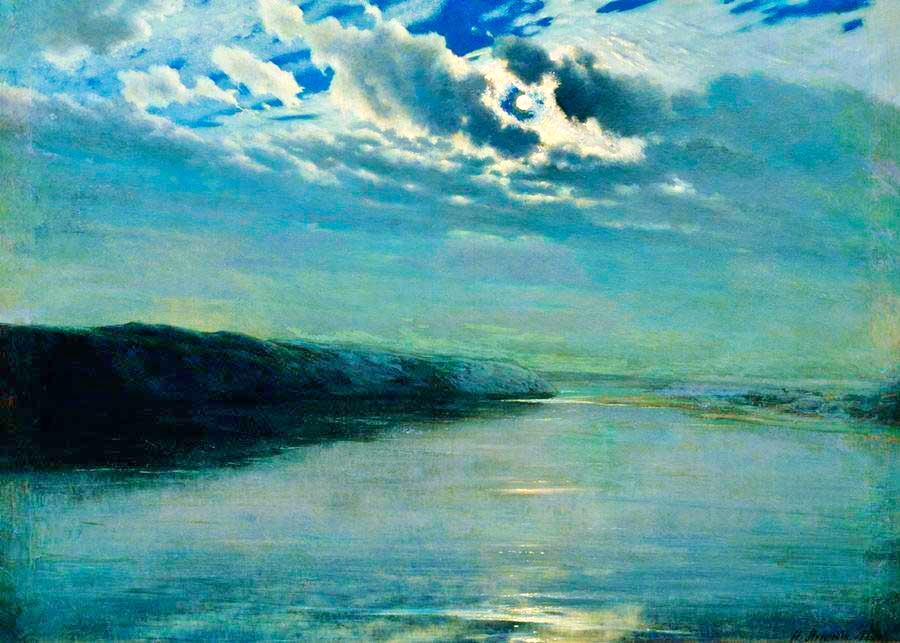
«Notte sul Kama» (Noč' na Kame), 1884, Galleria statale Tret'jakov, Mosca
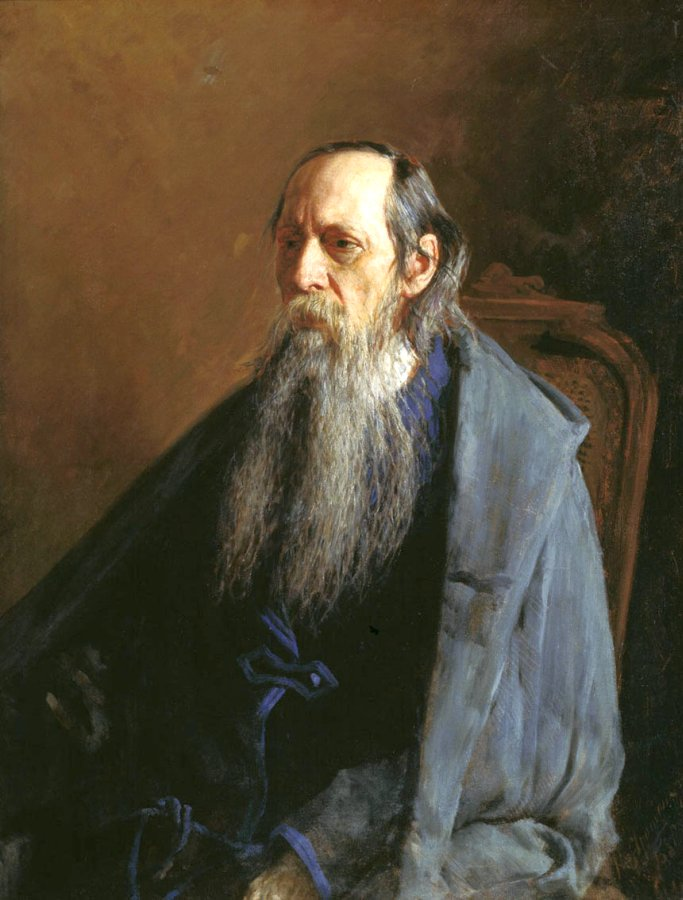
«Ritratto di Michail Evgrafovič Saltykov-Ščedrin» (Portret Michaila Evgrafoviča Saltykova-Ščedrina), 1886, Casa-Museo memoriale N. A. Jarošenko, Kislovodsk
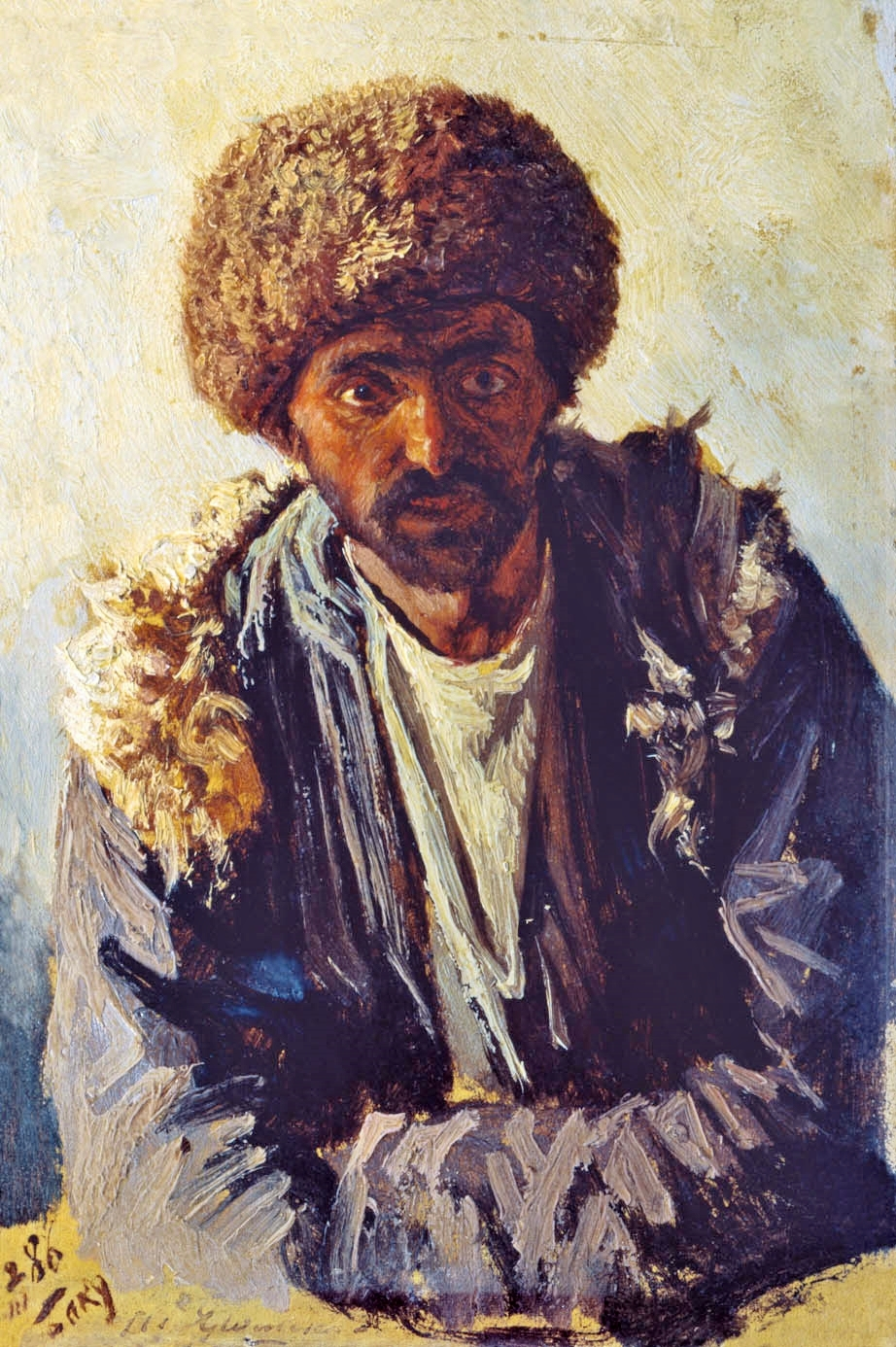
«Nativo di Baku», (Bakinec), 1886, Casa-Museo memoriale N. A. Jarošenko, Kislovodsk
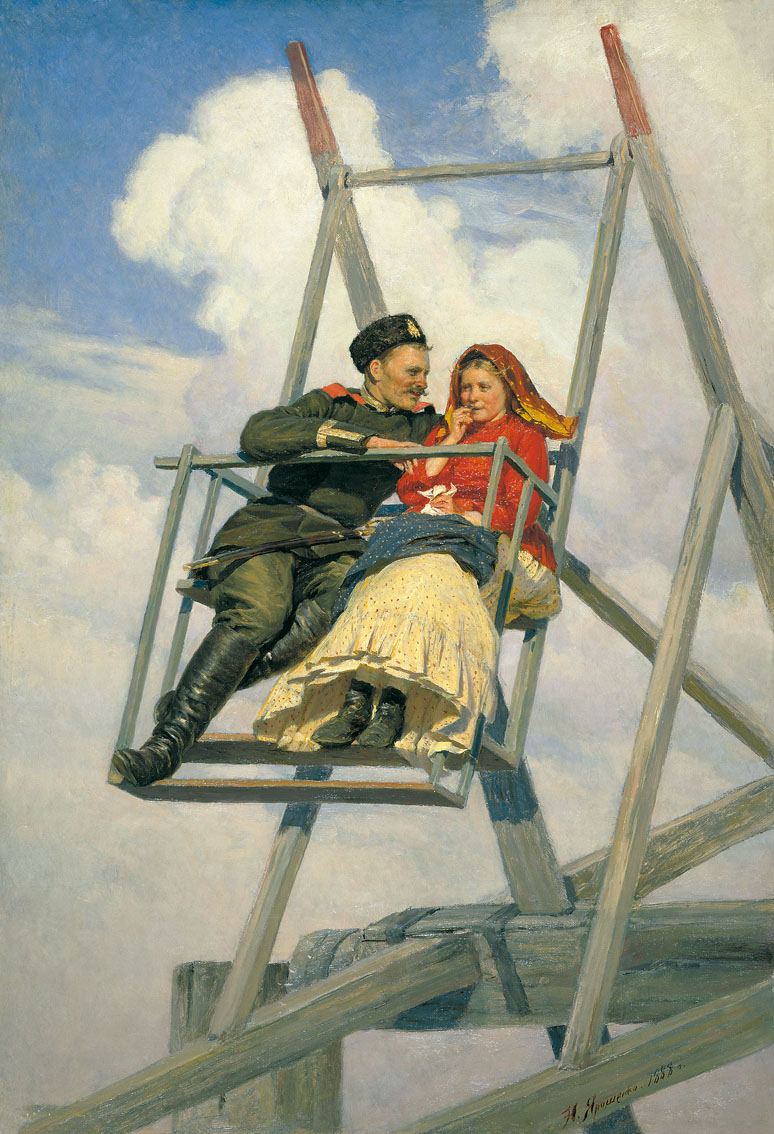
«Sull'altalena» (Na kačeljach), 1888, Museo di Stato russo, San Pietroburgo
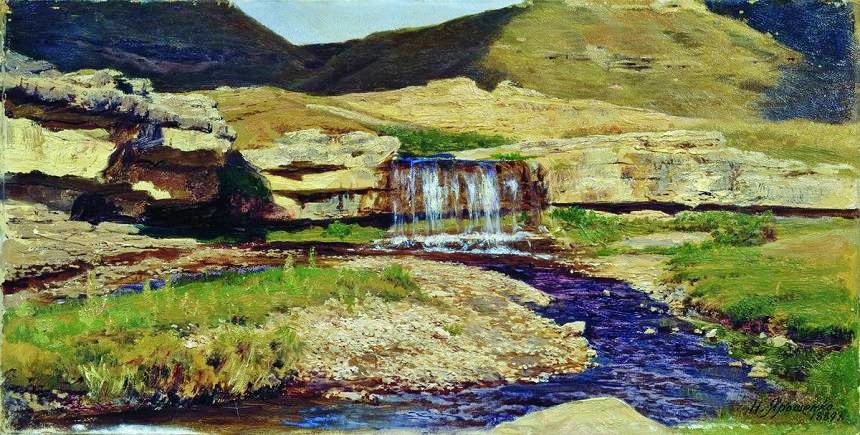
«Kislovodsk. La cascata» (Kislovodsk. Vodopad), 1889, Casa-Museo memoriale N. A. Jarošenko, Kislovodsk
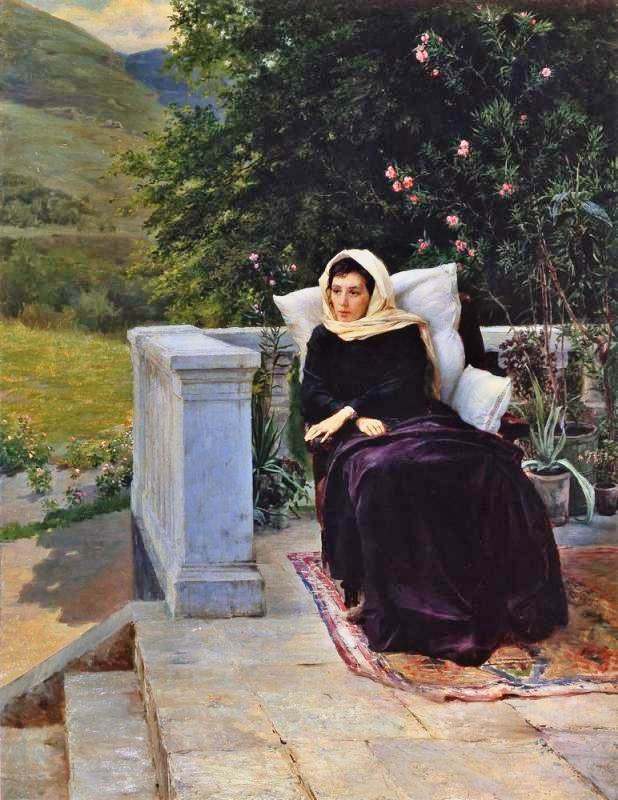
«In una terra calda» (V teplych krajach),[66] 1890, Museo di Stato russo, San Pietroburgo
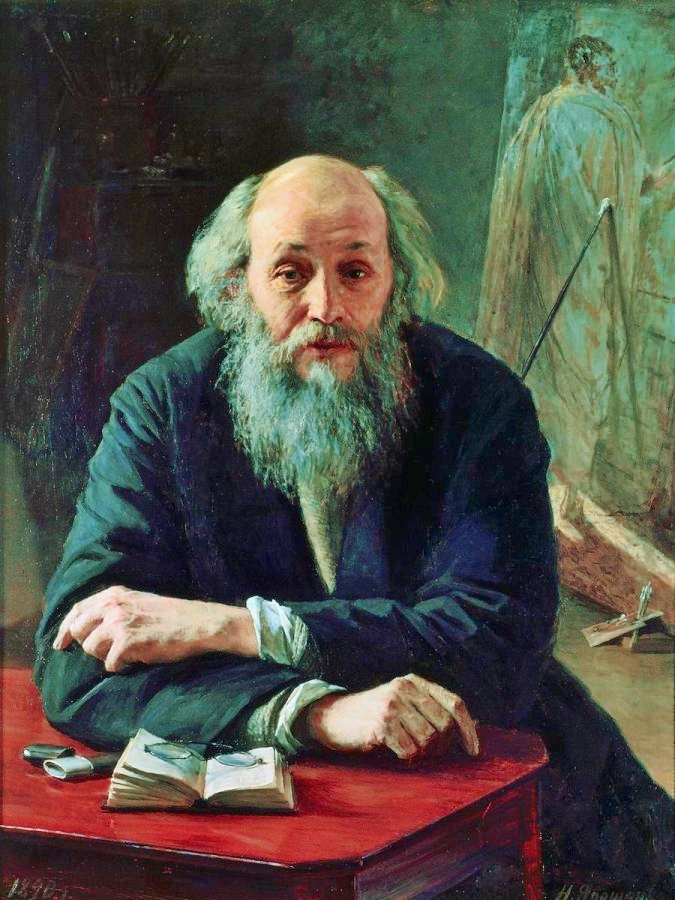
«Ritratto dell'artista Nikolaj Nikolaevič Ge» (Portret chudožnika Nikolaja Nikolaeviča Ge), 1890, Museo di Stato russo, San Pietroburgo
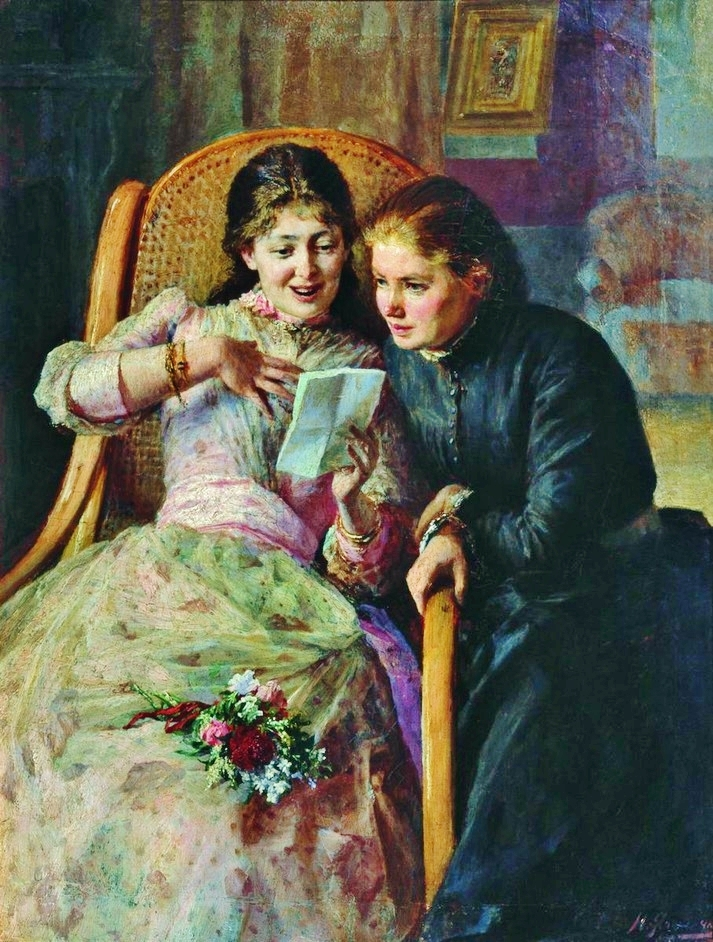
«Signorina con la lettera» (Devuška s pis'mom), 1892, Museo d'arte Sampilov, Utan-Ude (Buriazia)
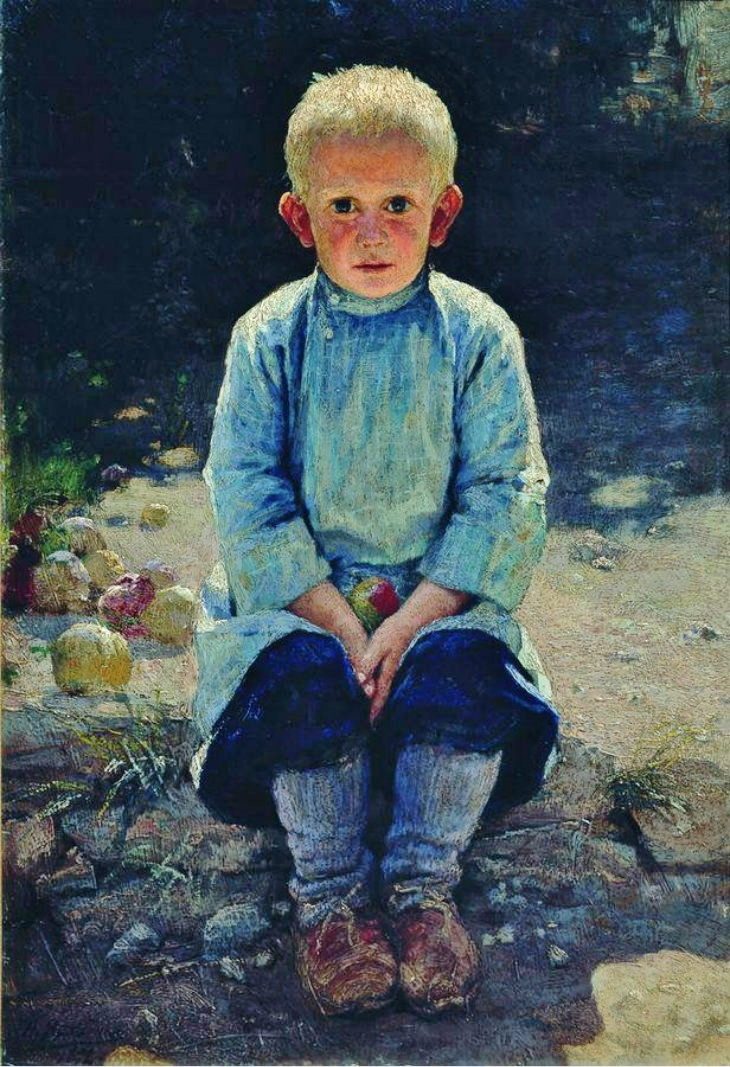
«Bambino nel giardino» (Mal'čik v sadu), 1892, Casa-Museo memoriale N. A. Jarošenko, Kislovodsk
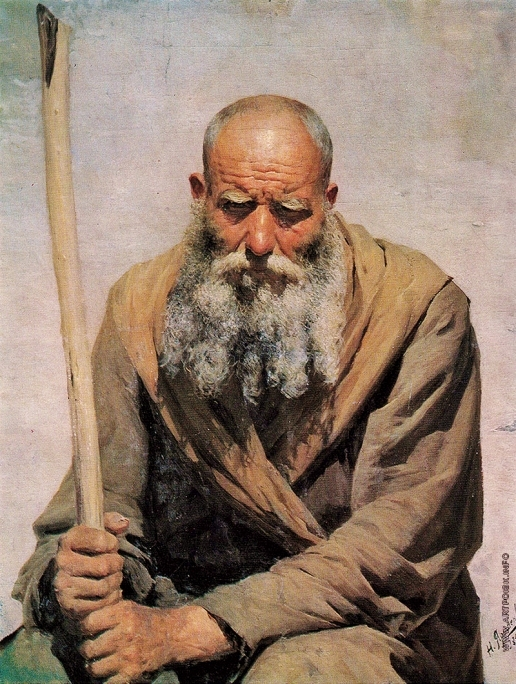
«Il vecchio» (Starik), 1892, Museo d'arte, Sinferopoli
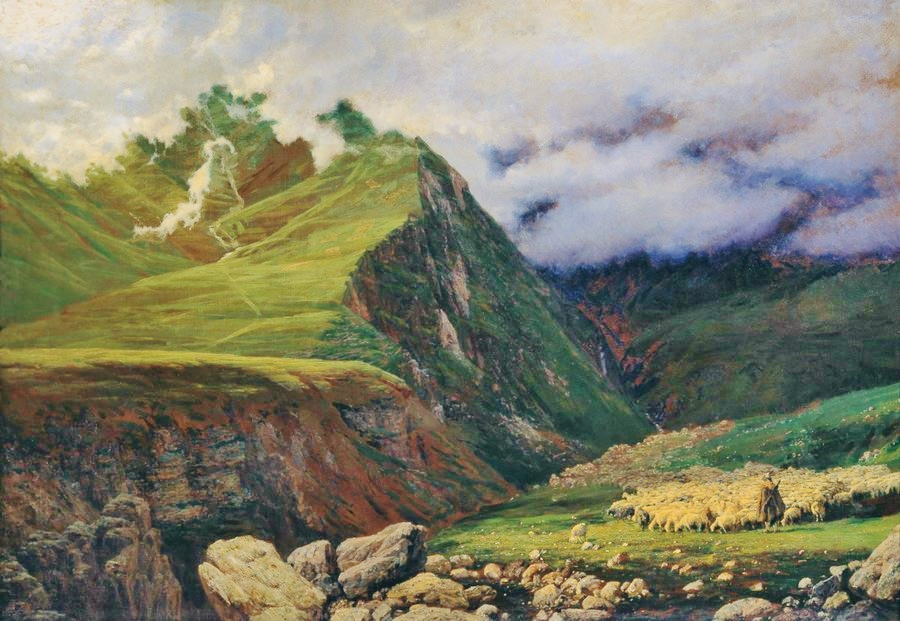
«Sulle montagne del Caucaso» (V gorach Kavkaza), Museo d'arte dell'oblast' di Poltava, Poltava
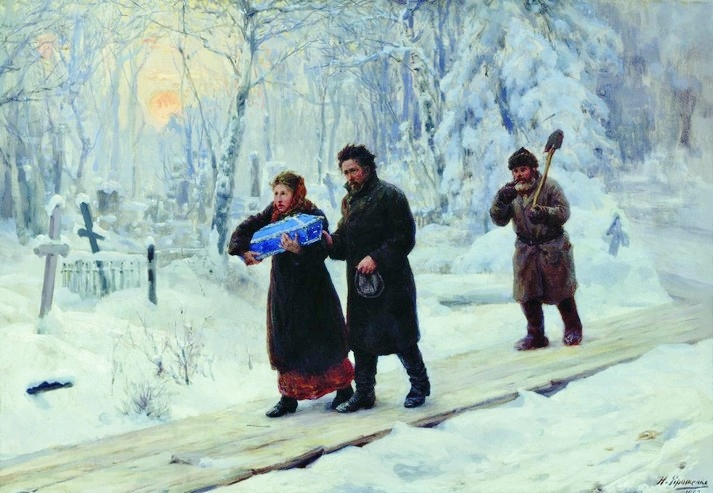
«Il funerale del primogenito» (Pochorony pervenca), 1893, Museo d'arte, Charkiv
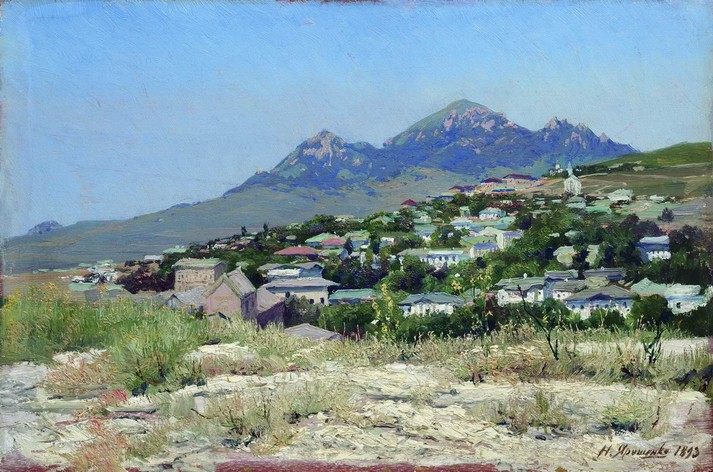
«Pjatigorsk», 1893, Casa-Museo memoriale N. A. Jarošenko, Kislovodsk
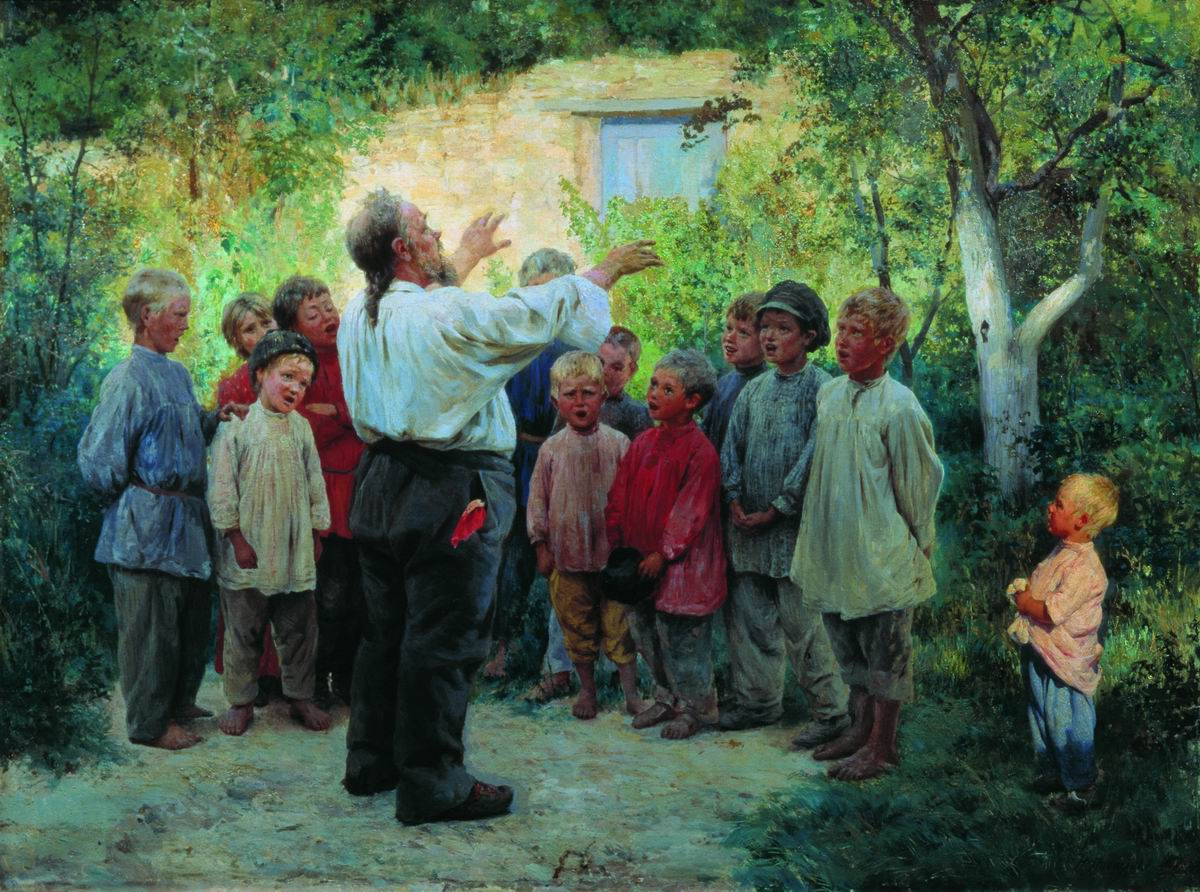
«Il coro» (Chor), 1894, Casa-Museo memoriale N. A. Jarošenko, Kislovodsk
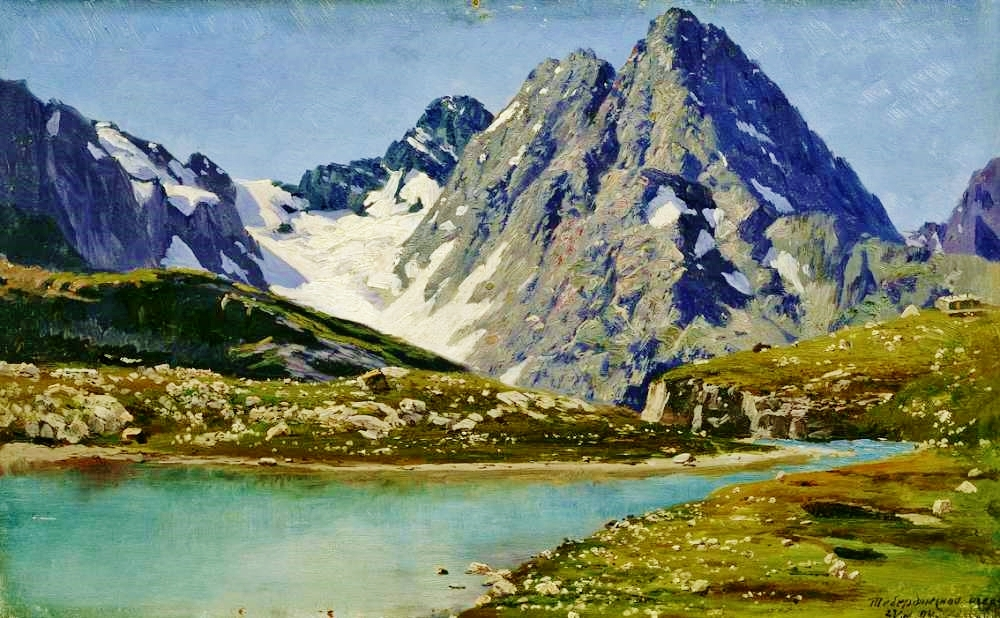
«Caucaso. Il lago di Teberda» (Kavkaz. Teberdinskoe ozero), 1894, Casa-Museo memoriale N. A. Jarošenko, Kislovodsk
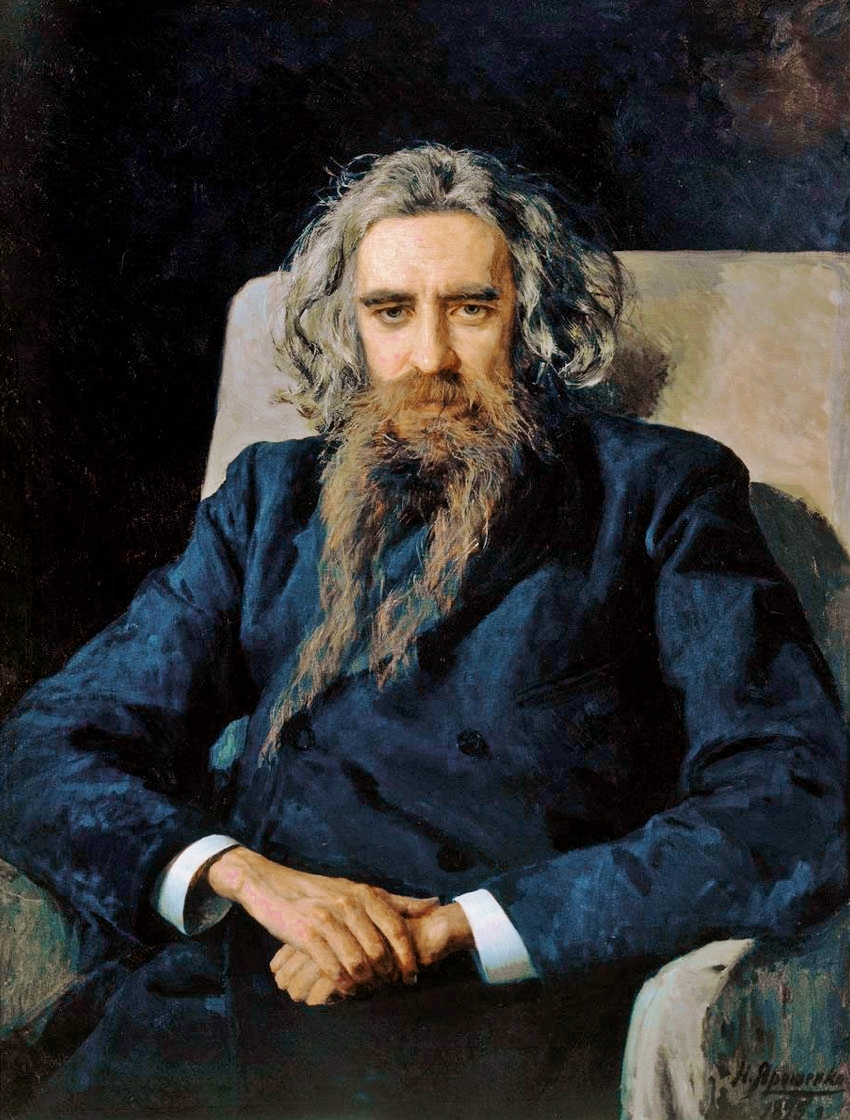
«Ritratto del filosofo e poeta Vladimir Sergeevič Solov'ëv» (Portret filosofa i poėta Vladimira Sergeeviča Solov'ëva), 1895, Galleria statale Tret'jakov, Mosca
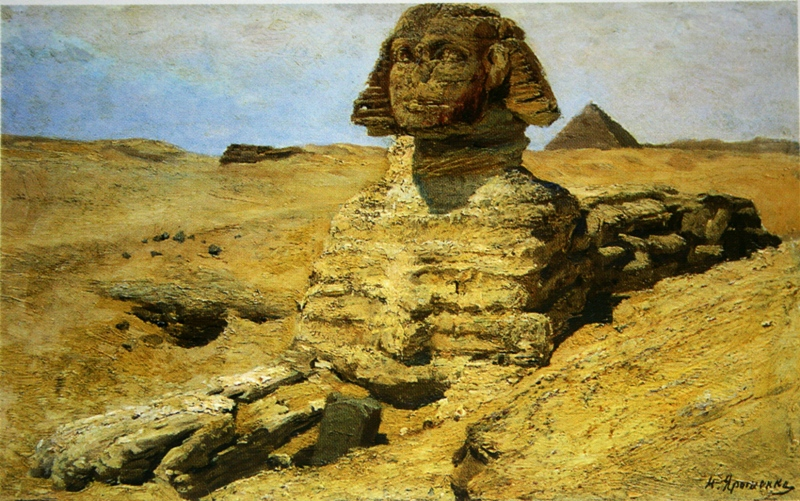
«La Sfinge» (Sfinks), 1896, Casa-Museo memoriale N. A. Jarošenko, Kislovodsk
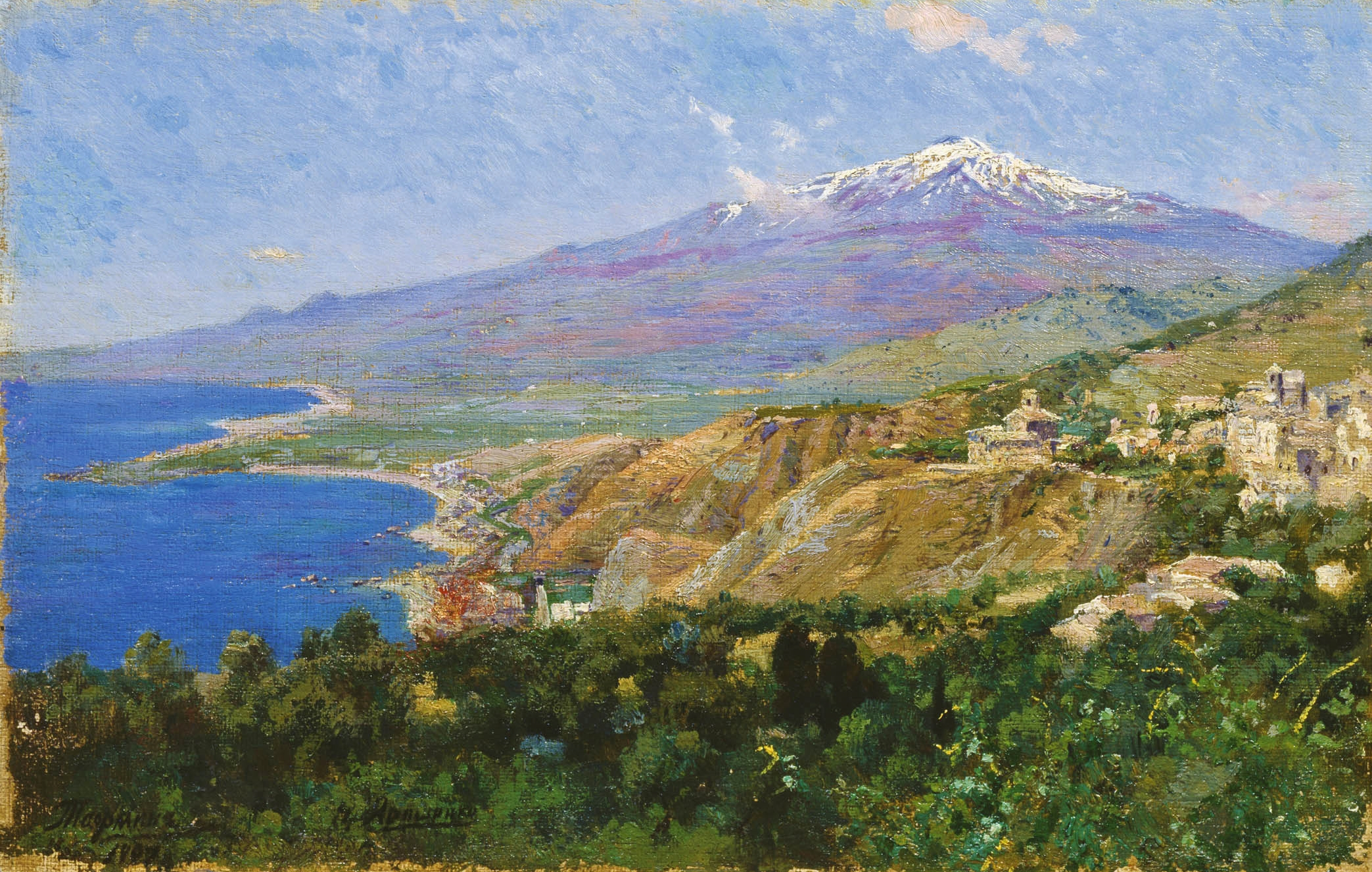
«Taormina», 1897, Casa-Museo memoriale N. A. Jarošenko, Kislovodsk
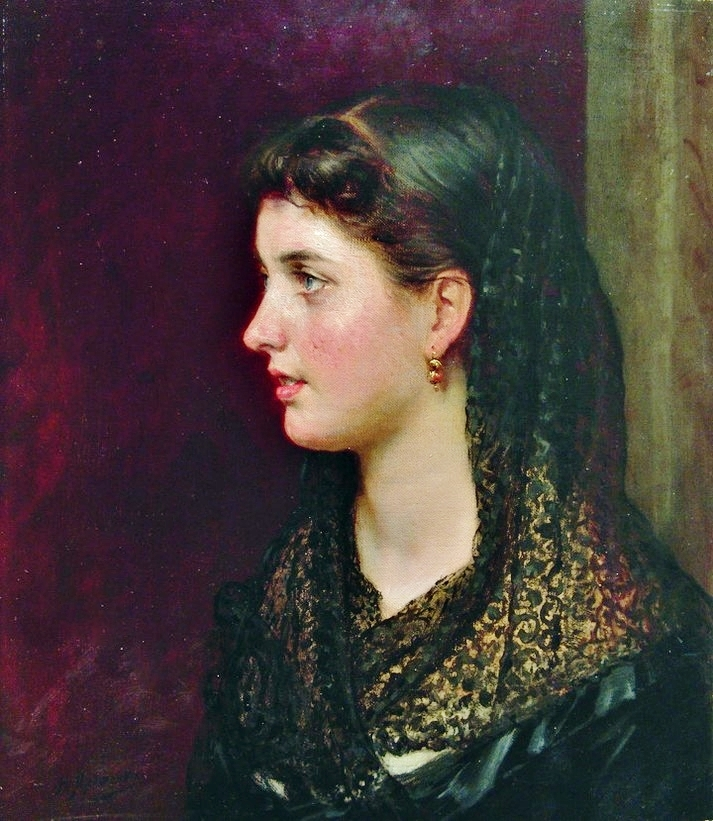
«Ritratto di signora con coprispalle in pizzo» (Portret damy v kruževnoj nakidke), 1898, Collezione privata
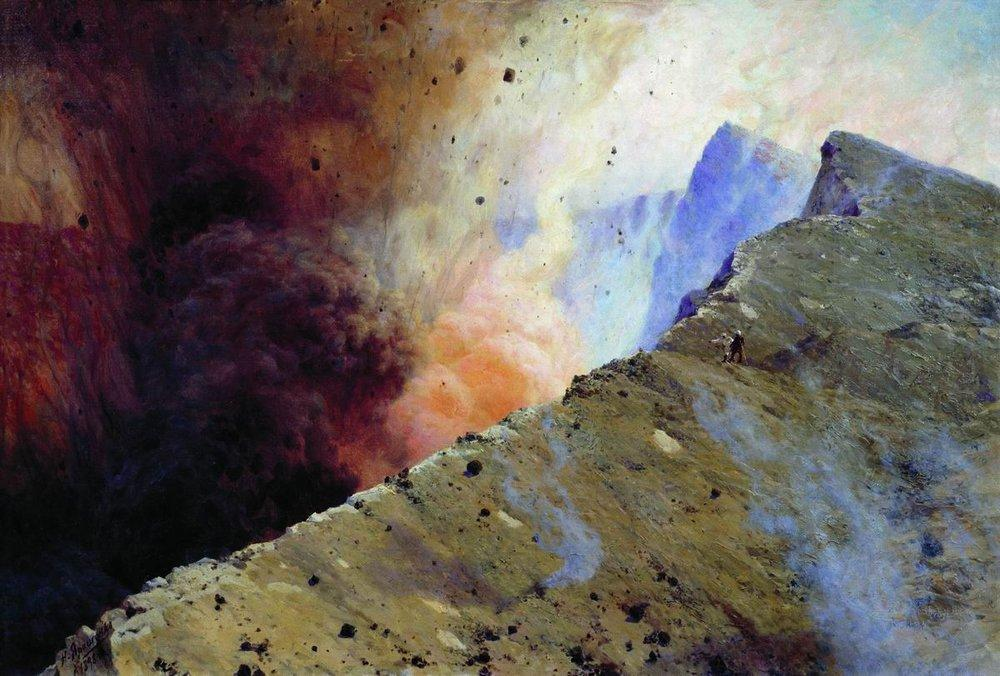
«Eruzione del vulcano» (Izverženie vulkana), 1898, Museo d'arte dell'oblast' di Kaluga, Kaluga

## Nikolaj Jarošenko ritratto da se medesimo e da altri peredvižniki
(Nikolaj K. Michajlovskij, In memoria di N. A. Jarošenko, cit.)

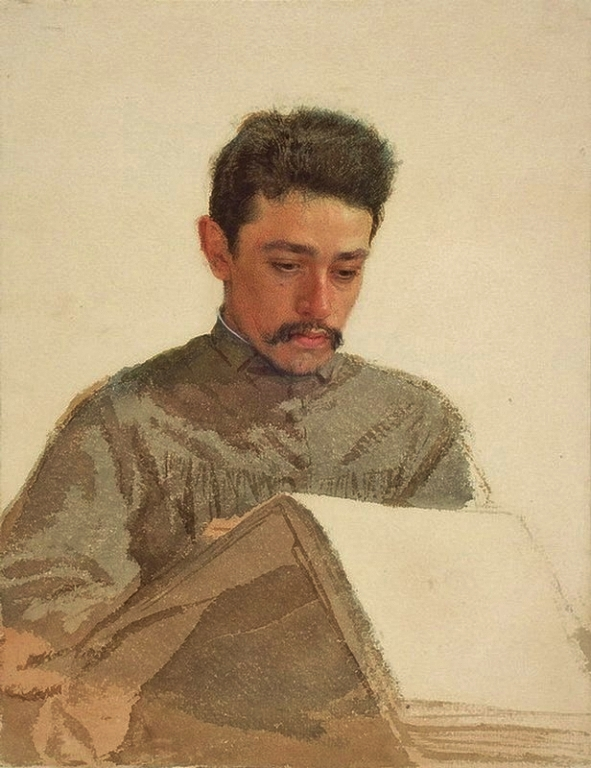
Nikolaj Jarošenko ritratto da Kramskoj nel 1874
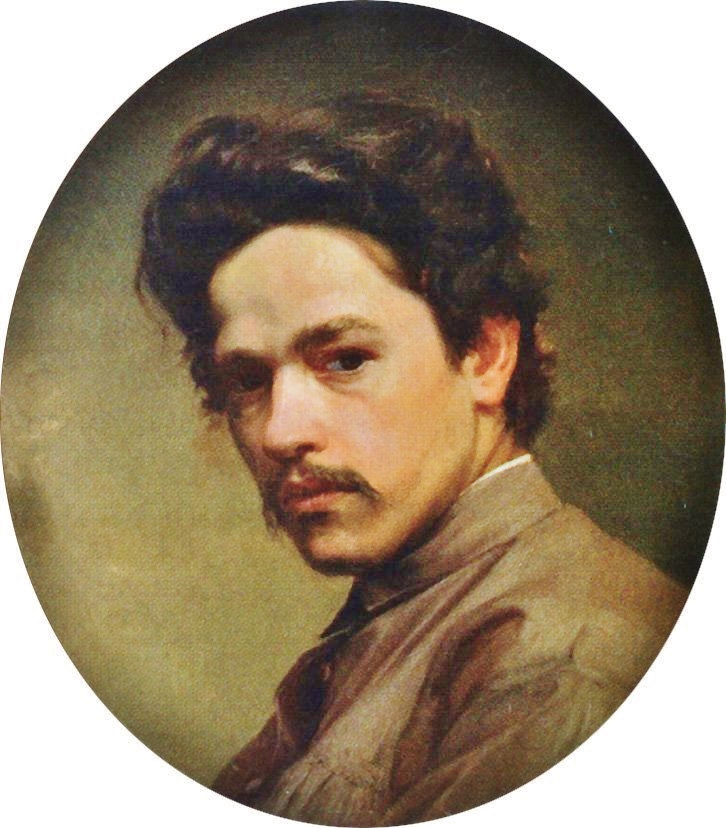
Autoritratto del 1875
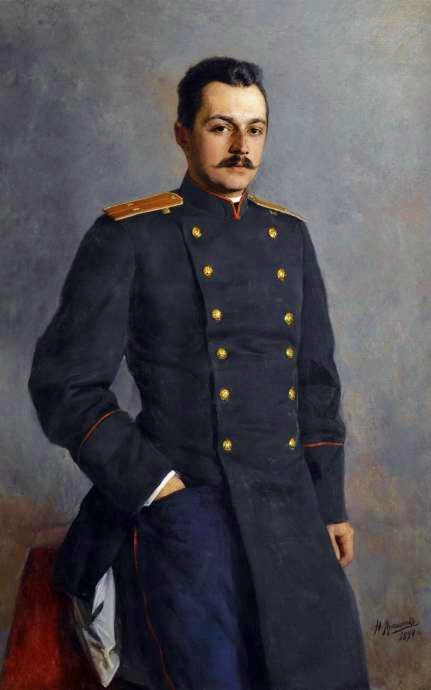
Autoritratto del 1894
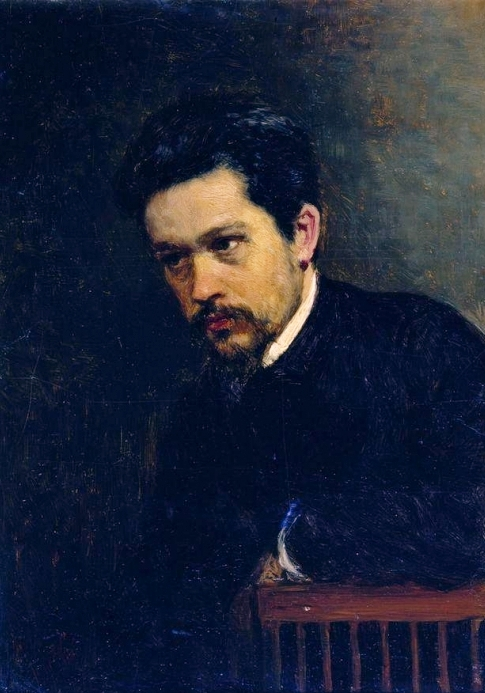
Autoritratto del 1895
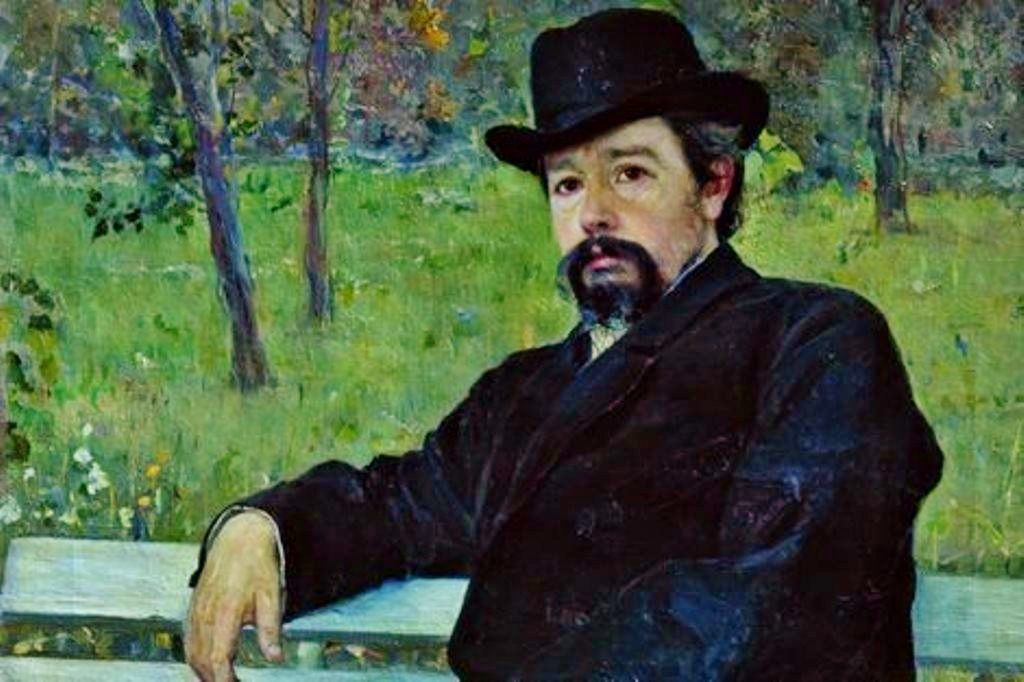
Jarošenko ritratto da Michail Nesterov nel 1897

(Michail Nesterov ricorda il suo amico Nikolaj Jarošenko, cit.)